# Indonésie
Vous lisez un « article de qualité » labellisé en 2009.
République d'Indonésie
(id) Republik Indonesia 
L'Indonésie, en forme longue la république d'Indonésie (en indonésien Indonesia et Republik Indonesia) est un pays transcontinental situé principalement en Asie du Sud-Est, avec certaines parties de son territoire s’étendant en Océanie. Avec 17 000 îles, dont 922 habitées, il s'agit du plus grand archipel au monde,. Dotée d’une population estimée à 285 millions de personnes, composée de plus de 600 groupes ethniques et parlant plus de 700 langues régionales, c'est le quatrième pays le plus peuplé au monde et le premier pays à majorité musulmane pour le nombre de croyants. Java, l’île la plus peuplée du monde, abrite plus de la moitié de la population du pays. L'Indonésie est une république dont la capitale est Jakarta. Une nouvelle capitale, nommée Nusantara, est en cours de développement pour la remplacer.
Dans les premiers siècles av. J.-C., l'archipel indonésien est une importante région d'échanges avec l'Inde et la Chine au cœur d'un réseau centré sur le Fou-nan. Les chefs de ces cités portuaires indonésiennes adoptent des modèles culturels, religieux et politiques hindou-bouddhiques. À partir du VIIe siècle, le centre des échanges se déplace vers le royaume de Sriwijaya dans le sud de Sumatra. Le VIIIe siècle voit se développer dans le centre de Java une culture du riz prospère qui permet à différents royaumes de bâtir de grands monuments religieux. C'est le début de la période classique indonésienne.
Avec le déclin de la route de la soie, le détroit de Malacca devient un carrefour maritime majeur pour le commerce entre l'Indonésie et la Chine d'une part et l'Inde et le Moyen-Orient d'autre part. L'archipel indonésien est intégré à un réseau commercial international bientôt dominé par des marchands musulmans. Les princes des ports se convertissent progressivement à l'islam.
Au XVIe siècle, l'âge des Grandes découvertes, les puissances européennes cherchent à accéder directement aux Moluques, région productrice d'épices. En 1511, les Portugais de Goa conquièrent Malacca et s'y établissent. Les Néerlandais les chassent en 1605. Et toujours au XVIIe siècle, ils éliminent leur rival dans l'Est de l'archipel, dans ce qui deviendra le royaume de Gowa, et s'établissent à Java. L'île est minée par les guerres de succession du royaume de Mataram qui cède peu à peu une partie de ses territoires aux Néerlandais. Au XIXe siècle, les colonisateurs peuvent commencer l'exploitation économique de l'île et imposer leur loi au reste de l'archipel. Un mouvement national naît au début du XXe siècle. En 1945, Soekarno et Mohammad Hatta proclament l'indépendance de l'Indonésie. Les années 1950 sont marquées par de nombreux mouvements séparatistes. À la suite des événements de 1965-66, le général Soeharto prend le pouvoir. Il démissionne en 1998, ce qui permet au pays d'entamer le début d'un processus de démocratisation.
À travers ses nombreuses îles, l'Indonésie comprend de nombreux groupes distincts culturellement, linguistiquement et religieusement. Les Javanais forment la population la plus représentée sur le plan du nombre et de l'influence politique. En tant qu'État unitaire et nation, l'Indonésie a su développer une identité commune en définissant une langue nationale appelée « indonésien » (qui est une des formes du malais), et en respectant sa diversité et le pluralisme religieux au sein de sa majorité musulmane.
Malgré sa forte population et ses régions densément peuplées, l'Indonésie comporte de vastes zones sauvages, ce qui donne au pays une grande biodiversité même si ce patrimoine régresse à cause d'activités humaines en forte augmentation.

## Étymologie

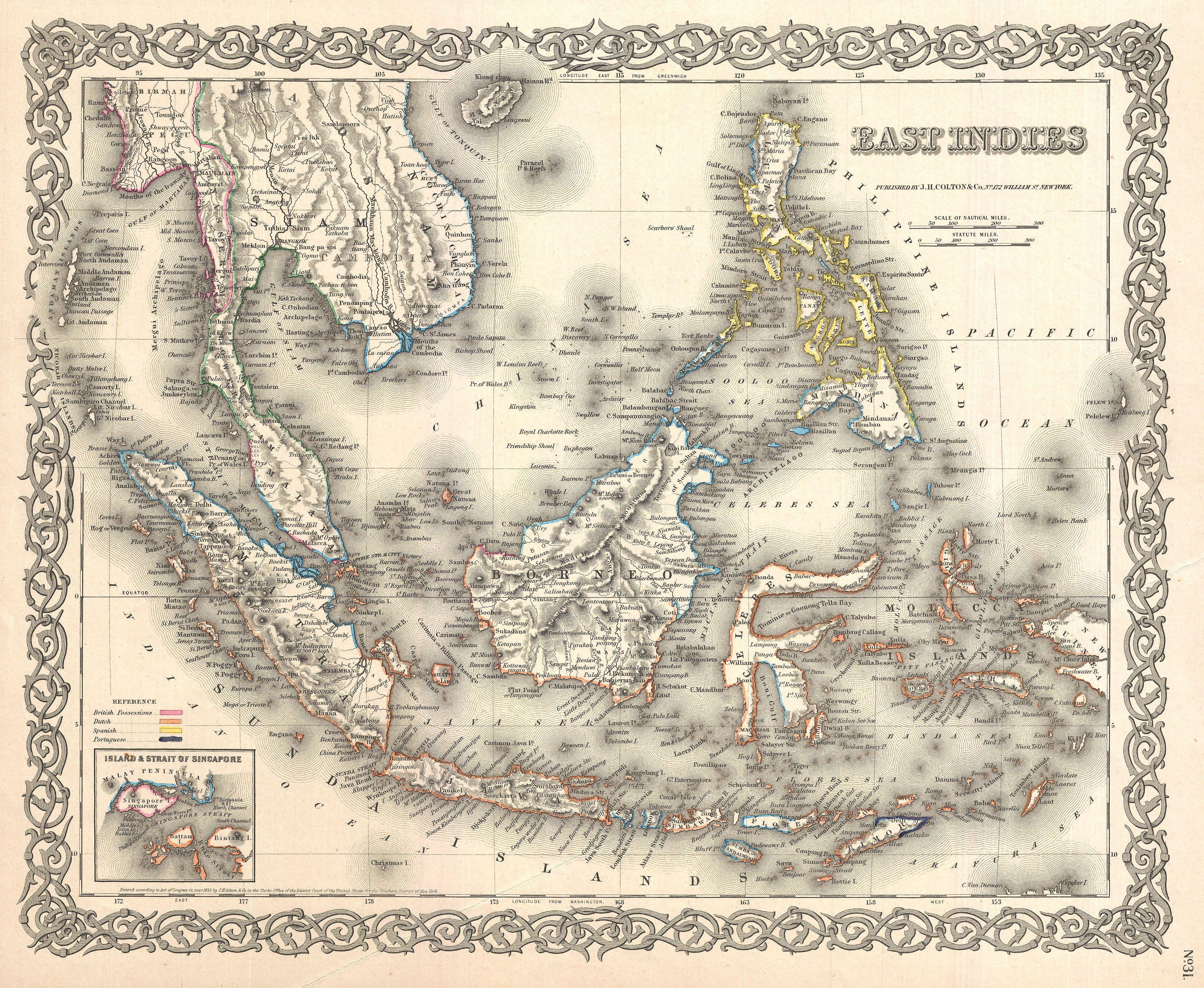
L'archipel indonésien a porté différents noms dans le passé, comme « Indes orientales » sur cette carte de 1855.

Le nom « Indonésie » est un néologisme tiré des mots grecs Indos, signifiant « Indien », et nêsos, signifiant « île ». Ce nom date du XIXe siècle, bien avant la formation de l'Indonésie indépendante. En 1850, l'ethnologue anglais George Earl crée le terme « Indu-nesians » pour désigner les habitants des archipels indonésien et philippin ainsi que ceux de la péninsule de Malacca. Un de ses étudiants, James Richardson Logan, utilise le nom « Indonésie » comme synonyme d'« archipel indien »,. Néanmoins, les universitaires néerlandais écrivant sur les Indes orientales néerlandaises n'étaient pas très enclins à utiliser le nom « Indonésie ». Ils utilisent plus volontiers les termes d'« Archipel malais » (Maleische Archipel), « Indes orientales néerlandaises » (Nederlandsch Oost Indië raccourci par Indië), de Oost (« l'Est ») ou encore Insulinde (terme introduit en 1860 dans le roman Max Havelaar de Multatuli où le colonialisme néerlandais est critiqué).
À partir de 1900, le nom « Indonésie » est utilisé de manière commune par les universitaires aussi bien étrangers que néerlandais et également par les groupes nationalistes indonésiens. Adolf Bastian, de l'université de Berlin, popularisa le nom dans les milieux universitaires néerlandais à travers son livre Indonesien oder die Inseln des Malayischen Archipels, 1884-1894. Le premier Indonésien à utiliser le nom « Indonésie » est le journaliste Ki Hajar Dewantara lorsqu'il établit un bureau de presse aux Pays-Bas sous le nom d'Indonesisch Pers-bureau en 1913.

## Histoire

### Préhistoire

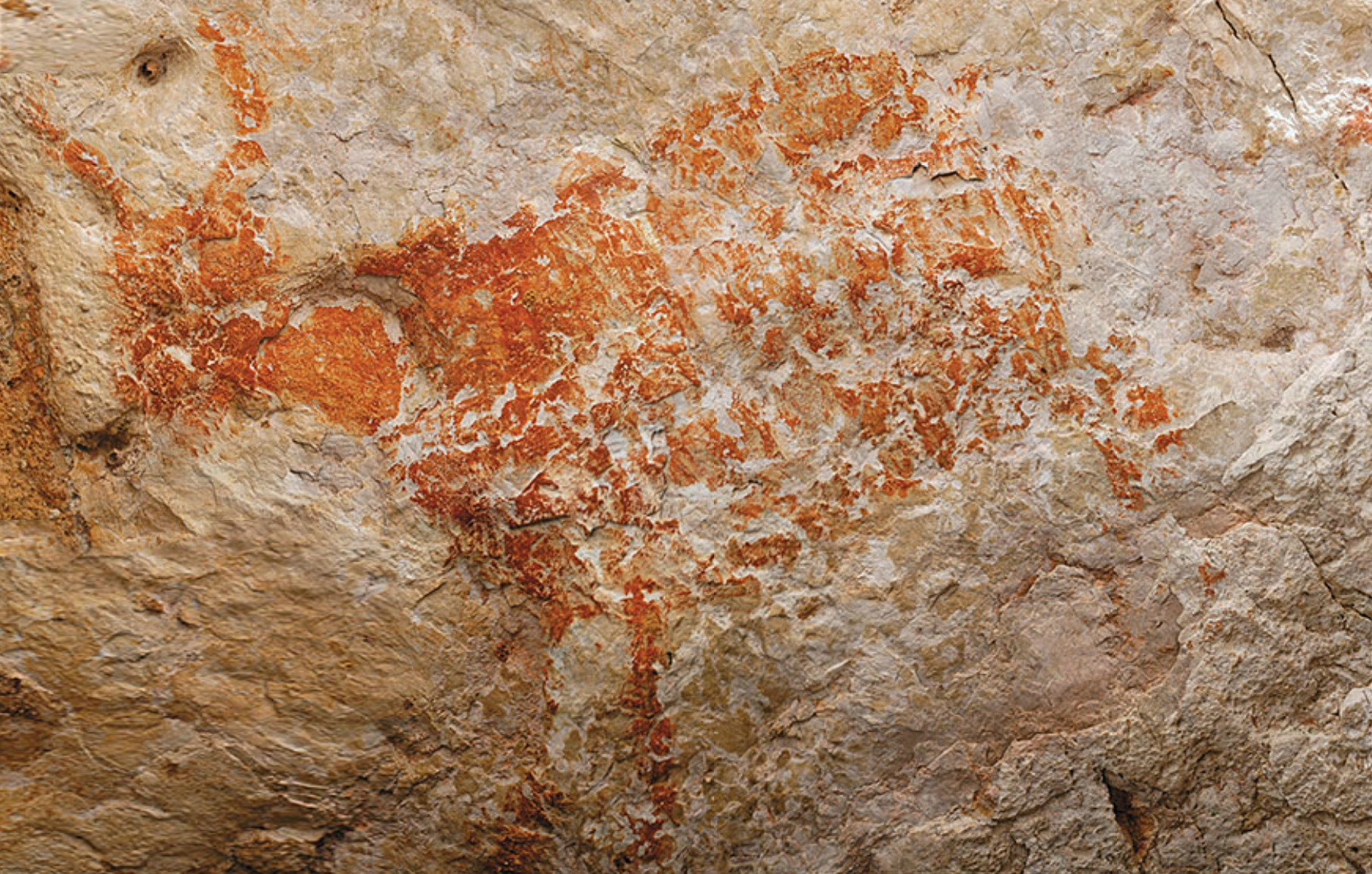
Datée entre 40 000 et 44 000 ans, une peinture figurative représentant un taureau, parmi les plus anciennes connues au monde, a été découverte dans la grotte de Lubang Jeriji Saléh, à Sulawesi.

Des restes fossilisés d’Homo erectus, connus sous le nom d’homme de Java, suggèrent que l’archipel indonésien était peuplé il y a environ 2 millions d’années,,. Plus tard, les fossiles d’Homo floresiensis (L'homme Hobbit), trouvés à Flores, datent d’environ 700 000 à 60 000 avant notre ère, tandis que l’Homo sapiens est arrivé vers 43 000 avant notre ère,,. Sulawesi et Bornéo abritent les plus anciennes peintures rupestres connues au monde, datant de 40 000 à 60 000 ans,. Des sites mégalithiques tels que Gunung Padang à l’ouest de Java, Lore Lindu à Sulawesi, ainsi que Nias et Sumba à Sumatra reflètent les premiers établissements humains et leurs pratiques cérémonielles.
À l'époque de la glaciation de Würm, le niveau des mers est plus bas qu'aujourd'hui et la partie occidentale de l'archipel indonésien, qui fait partie du plateau continental appelé "Sunda", est à cette époque reliée au continent asiatique. L'Indonésie est alors le lieu de passage des migrations qui, de 70000 à 40000 ans avant le présent, vont de l'Asie vers l'Australie. Plus tard, d'autres migrations ont lieu d'Australie vers ce qui est aujourd'hui la Nouvelle-Guinée, car les deux forment un plateau continental appelé "Sahul".
Les migrations de population de langues austronésiennes, qui forment la majorité de la population moderne, commencent vers 2000 av. J.-C. depuis Taïwan vers les Philippines. Vers 1500 av. J.-C., d'autres migrations austronésiennes commencent vers l'Indonésie et le Pacifique.

### Premiers royaumes

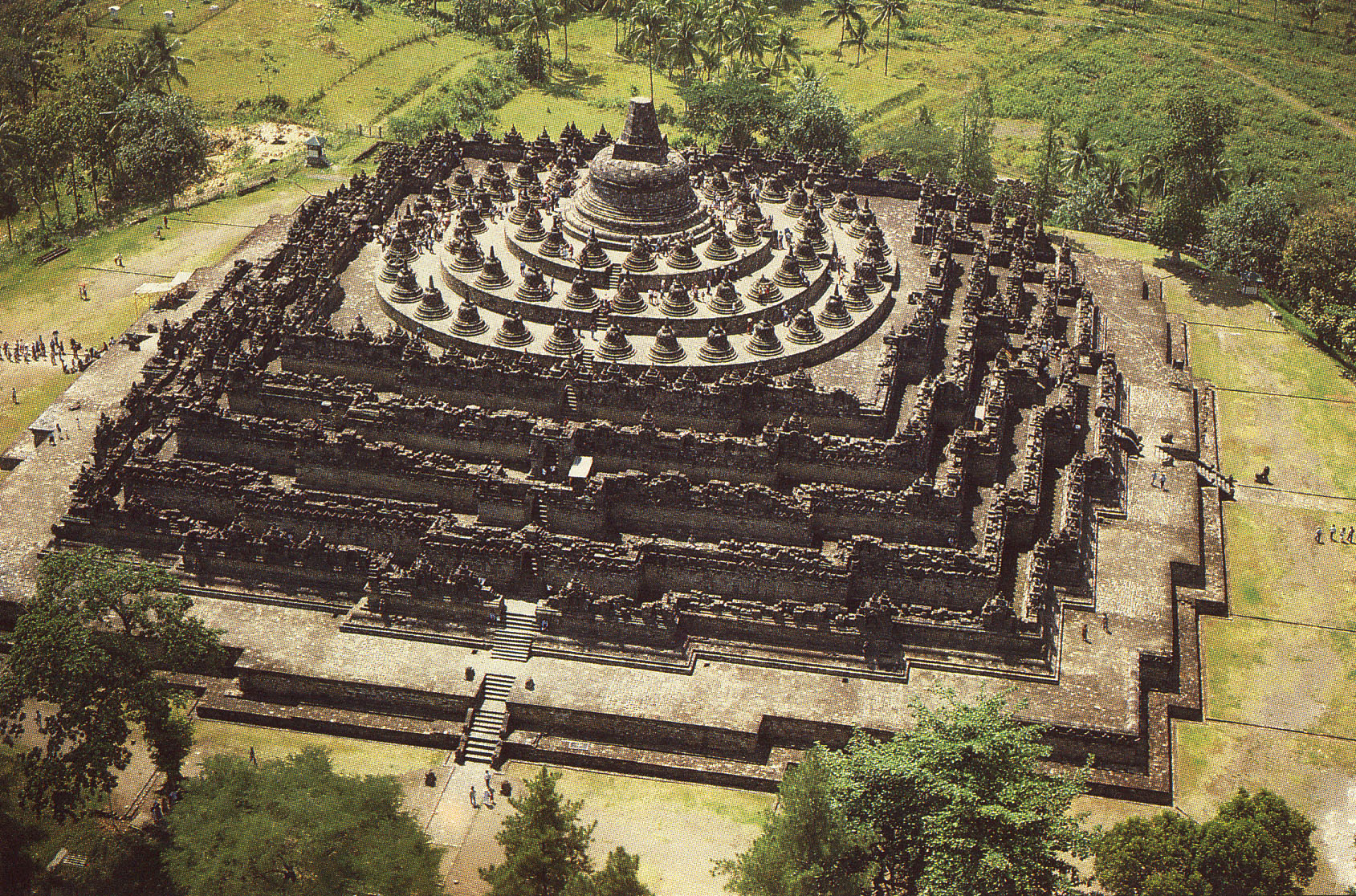
Borobudur, le plus grand temple bouddhiste du monde.

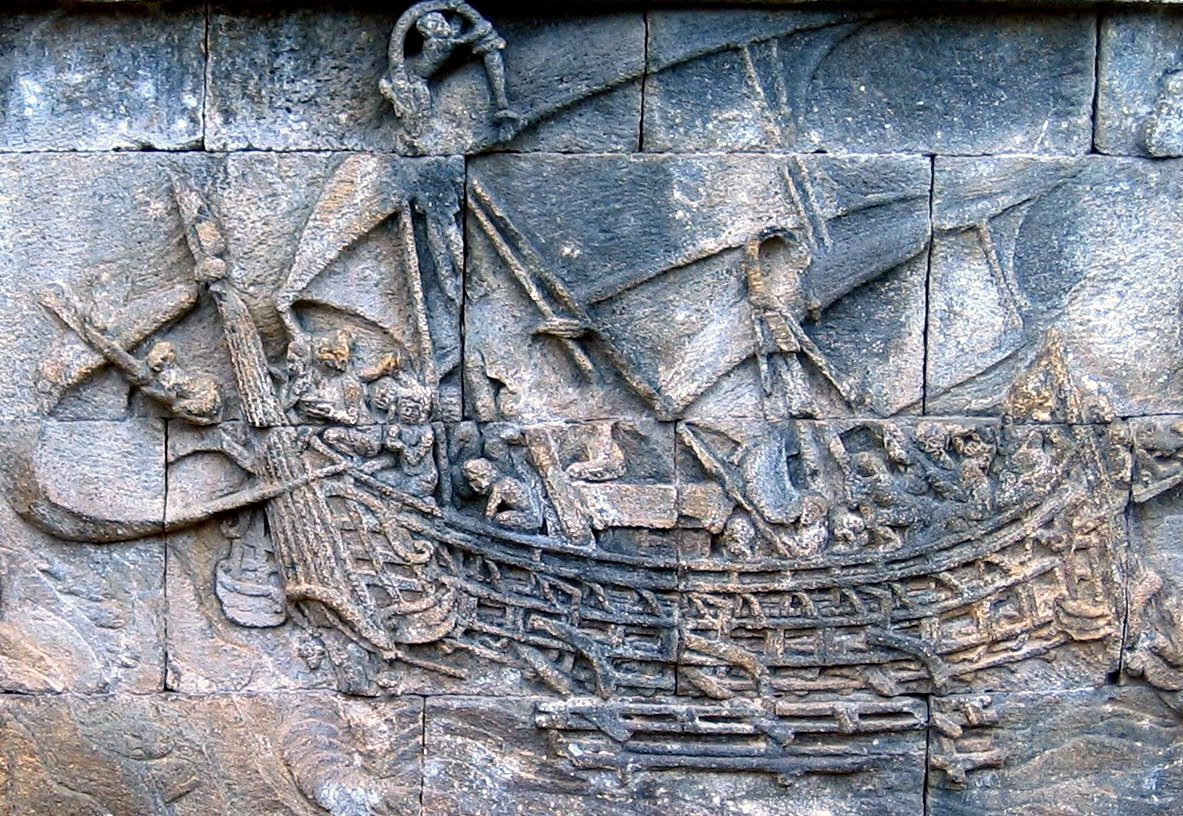
La navigation et le commerce façonnèrent l'histoire de l'Indonésie (bas-relief à Borobudur réalisé aux alentours de l'an 800).

La position stratégique de l'Indonésie comme carrefour maritime favorise les liens entre les îles et le commerce avec l'Inde et la Chine. Au Ier siècle de notre ère, l'ouest de l'Indonésie fait partie d'un réseau d'états portuaires qui commercent entre eux et avec l'Inde et la Chine. C'est ainsi que le clou de girofle, apporté en Inde par des commerçants de l'archipel indonésien et de là, acheminé au Moyen-Orient, est connu dès l'Antiquité. Le centre de réseau est alors le royaume du Fou-nan, situé dans le sud de l'actuel Viêt Nam. Le déclin du Fou-nan déplace le centre de ce réseau vers le sud de Sumatra. Au VIIe siècle, la cité de Sriwijaya connaît un essor important grâce à son contrôle du commerce maritime dans le détroit de Malacca,. Le commerce a depuis cette époque fondamentalement façonné l'histoire indonésienne,.
Dans le centre de Java, des conditions idéales pour l'agriculture et la maîtrise de la technique des rizières dès le VIIIe siècle permettent le développement d'une riziculture prospère. Entre les VIIIe et Xe siècles, les souverains du centre de Java, dont les plus connus sont les dynasties Sailendra, bouddhiste, et Sanjaya, hindouiste, parviennent à la fois à respecter l'autonomie des villages et à construire de grands monuments religieux comme le temple bouddhiste de Borobudur et le complexe religieux hindouiste de Prambanan. On est dans ce que l'on appelle la « période classique indonésienne ».
À la fin du Xe siècle, le centre du pouvoir s'est déplacé du centre à l'est de Java. Là aussi, une agriculture prospère fait de l'île le grenier à riz de l'archipel, assurant la puissance des royaumes successifs de Kediri, Singasari et finalement Majapahit, fondé à la fin du XIIIe siècle. Sous le règne de Hayam Wuruk (règne 1350-89), ce dernier est la puissance dominante de l'archipel. Cette période est souvent mentionnée comme étant « l'âge d'or » de Java.

### Royaumes musulmans
Les marchands musulmans de Perse, d'Inde et de Chine abordent dans les ports de l'archipel indonésien. Sans doute au XIIIe siècle, des princes du nord de Sumatra se convertissent à l'islam, désireux de s'intégrer dans ce réseau commercial. Majapahit commerçait avec des royaumes musulmans indiens, comme celui de Gaur. Des tombes musulmanes datées du XIVe siècle, situées dans un cimetière sur le site de Trowulan et portant un symbole du royaume hindou-bouddhique de Majapahit surnommé "Soleil de Mahapahit", suggèrent que des personnages importants du royaume, sans doute membres de la famille royale, se convertissent à l'islam. L'essor du commerce à l'intérieur même de l'archipel se traduit par la diffusion de l'islam. Les XVe et XVIe siècles voient ainsi l'essor des États côtiers musulmans, dont le plus prospère est Malacca sur la péninsule malaise, qui devient le plus grand port d'Asie du Sud-Est. À Java, les principautés de la côte nord, le Pasisir, certaines fondées par des Chinois musulmans, s'affranchissent peu à peu de leurs suzerains hindou-bouddhiques de Majapahit. Le plus puissant d'entre eux est Demak.
À la fin du XVIe siècle, une nouvelle puissance du centre de Java, le royaume de Mataram, entreprend la conquête de ces cités portuaires musulmanes. Il oblige les cités côtières à détruire leur flotte et interdit le commerce maritime. Ce royaume se proclame l'héritier de Majapahit. Sous Mataram s'épanouit une culture de cour dont les références continuent d'être les modèles représentés par les grandes épopées indiennes du Mahabharata et du Ramayana. Dans la partie orientale de Java, la principauté de Blambangan échappe au contrôle de Mataram et est vassale de Bali. Ces princes, hindouistes, seront contraints en 1770 de se convertir à l'islam par les Hollandais, soucieux de soustraire l'est de Java à l'influence balinaise. Au XVIIe siècle, dans le nord de Sumatra, sous le règne d'Iskandar Muda, le sultanat d'Aceh entreprend la conquête des régions côtières de l'île, aussi bien de l'est sur le détroit de Malacca, que de l'ouest sur l'océan Indien. Dans l'est de l'archipel, sous le sultan Hasanuddin, le royaume de Gowa, dont les souverains se sont convertis à l'islam en 1605, soumet l'une après l'autre chaque principauté du sud de Sulawesi.

### Déclin des royaumes indonésiens et essor de la puissance néerlandaise

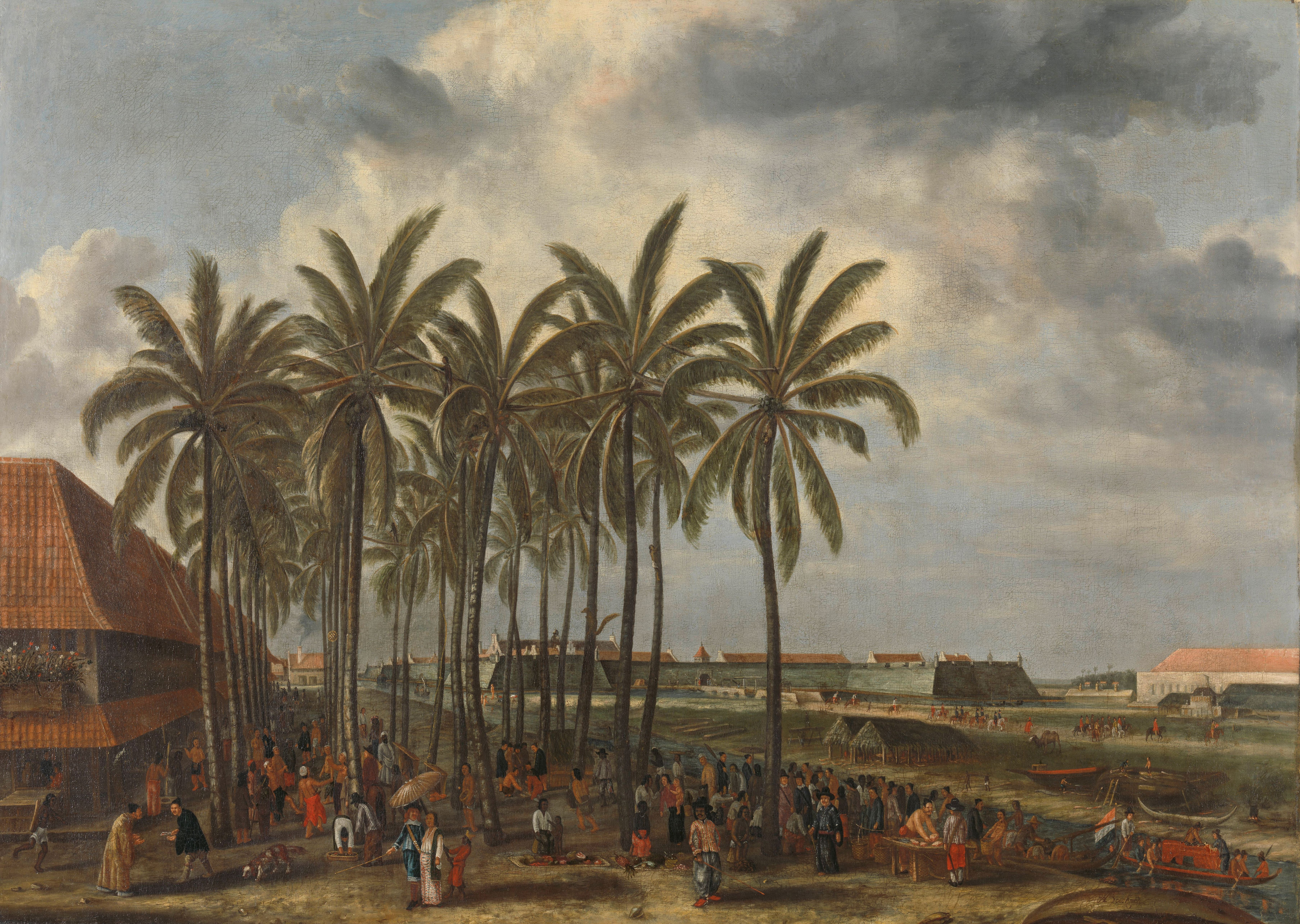
Batavia, Indes orientales néerlandaises, 1661.

Les Portugais, qui ont pris Goa en Inde en 1510, conquièrent Malacca en 1511. Ils sont dirigés par Francisco Serrão et cherchent à monopoliser les sources de noix de muscade, de clou de girofle et de cubèbe dans les Moluques. Ils signent dans le port de Kalapa un traité de paix avec le royaume sundanais de Pajajaran,. S'appuyant sur leur base de Malacca, ils passent des alliances avec les princes moluquois et établissent des postes de commerce, des forts et des missions dans les Moluques, principalement sur Ambon, Ternate et les îles Solor. En 1575, ils sont expulsés du sultanat de Ternate.

Monogramme de la Compagnie néerlandaise des Indes orientales

En 1596, l'explorateur néerlandais Cornelis de Houtman parvient avec une flottille à Sumatra et Banten. Alors que les chroniques orangistes font d'emblée de cette expédition le début de l'aventure hollandaise en Indonésie, les sources malaise et javanaise ne font pratiquement pas mention de cette rencontre qui offre peu d'intérêt de leur côté, ce qui souligne la vision européocentriste de ces expéditions. En 1602, le parlement néerlandais donne à la Compagnie néerlandaise des Indes orientales (VOC) le monopole des activités commerciales et coloniales en Indonésie, prenant ainsi à revers le pouvoir hispanique de Philippe II d'Espagne sur son côté asiatique. À partir de 1605, ils expulsent les Portugais d'Ambon, des Moluques du Nord et des îles Banda. Les Portugais restent établis au Timor oriental mais laissent aux Moluques une certaine influence culturelle (langue, arts). En 1619, la VOC établit son siège sur les ruines de Jayakarta à l’emplacement de l’actuelle Jakarta qui avait été auparavant également un comptoir portugais. Elle nomme cette ville Batavia. La Compagnie prend le contrôle de la politique javanaise et combat le sultanat de Mataram et le sultanat de Banten. Elle parvient, contrairement aux Portugais, à contrôler le commerce d'épices dans l'archipel. Elle utilisa la division des petits royaumes javanais pour s'établir de manière permanente dans ce qui devint l'une des plus riches possessions coloniales du monde.
Dans la deuxième moitié du XVIIe siècle, après la mort du Sultan Agung, Mataram est miné par les guerres de succession et doit céder petit à petit des territoires aux Hollandais. Ceux-ci défont Gowa en 1664 et contrôlent désormais l'est de l'archipel. À la fin du XVIIIe siècle, la VOC contrôle également toute la côte nord de Java.

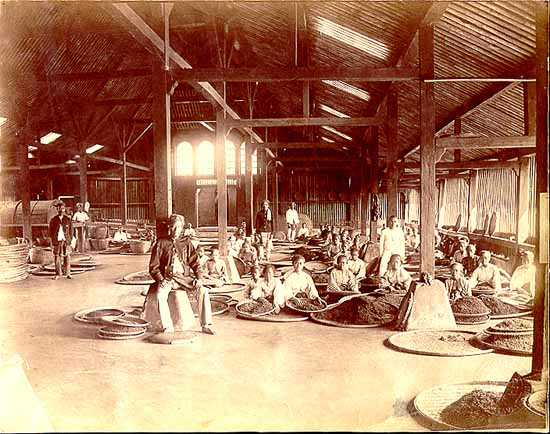
Fabrique de thé à Batavia dans les années 1860.

En 1800, la VOC est dissoute pour banqueroute. De 1808 à 1811, Herman Willem Daendels devient gouverneur-général des Indes orientales néerlandaises, nommé par Louis Bonaparte, roi de Hollande, et réforme l'administration coloniale. En 1811, les Britanniques occupent les Indes néerlandaises, presque pacifiquement, car les militaires néerlandais sur place, refusent la domination française du royaume des Pays-Bas, et l'Europe des Bonaparte. Le Britannique Thomas Stamford Raffles devient lieutenant-gouverneur de Java de 1811 à 1814. En 1824, par le traité de Londres entre les Britanniques et les Néerlandais, le contrôle des territoires revendiqués au sud de Singapour revient aux Néerlandais. Le monde malais se retrouve divisé en deux.
Entre 1825 et 1830, la guerre de Java met aux prises le gouvernement colonial avec une partie de l'aristocratie javanaise, dirigée par le prince Diponegoro. Celle-ci prend fin grâce à l'arrestation de Diponegoro. Les Hollandais peuvent alors mettre en place le cultuurstelsel, un système d'agriculture forcée orienté vers les cultures commerciales. Ce système enrichit considérablement les Pays-Bas. Les paysans indonésiens sont alors obligés, 60 jours par an, de travailler pour le gouvernement. Le système sera aboli en 1870. En 1901, les Néerlandais lancent ce qu'ils nomment la politique éthique. Elle inclut des réformes politiques mineures et l'éducation des populations indigènes.
La paix à Java permet également aux Hollandais de soumettre progressivement les différents États princiers du reste de l'archipel, à Sumatra, dont notamment le sultanat d'Aceh, mais aussi à Bornéo et dans les Petites îles de la Sonde. En 1908, la fin de la conquête de Bali et de la guerre d'Aceh parachève la formation des Indes néerlandaises.
Contrairement aux autres puissances coloniales, les Néerlandais ont peu laissé d'héritage linguistique dans leur colonie, au point qu'actuellement pas un Indonésien sur dix mille ne pratique le néerlandais. Cependant certains mots néerlandais sont passés dans la langue indonésienne (comme « wortel » : carotte, du néerlandais wortel, ou « koran » : journal, du néerlandais krant).

### Mouvement national
On considère que la création, cette même année, du Budi Utomo par de jeunes nobles javanais marque le début du mouvement national indonésien. Un « Serment de la Jeunesse » est prononcé en 1928, émettant le vœu de créer une patrie indonésienne. Le débarquement en 1942 des Japonais dans les Indes orientales néerlandaises en pleine Seconde Guerre mondiale est accueilli par la majorité du mouvement nationaliste avec l'espoir d'obtenir l'indépendance.

### Seconde Guerre mondiale
Le 8 décembre 1941, le Japon, État faisant partie de l’Axe, envahit l’Indonésie alors que les Pays-Bas sont envahis par l’Allemagne. D’après un rapport tardif de l’ONU, la politique d’occupation du Japon oblige 4 millions d’indigènes à être employés dans des travaux forcés comme le « chemin de fer de la mort ». Quant aux colons néerlandais, métis ou autre ressortissants occidentaux, ils furent déportés dans des camps où le taux de mortalité était de 25 %. À la fin de la guerre, 10 % des 350 000 occidentaux (principalement Néerlandais) étaient morts[réf. nécessaire].

### Indépendance

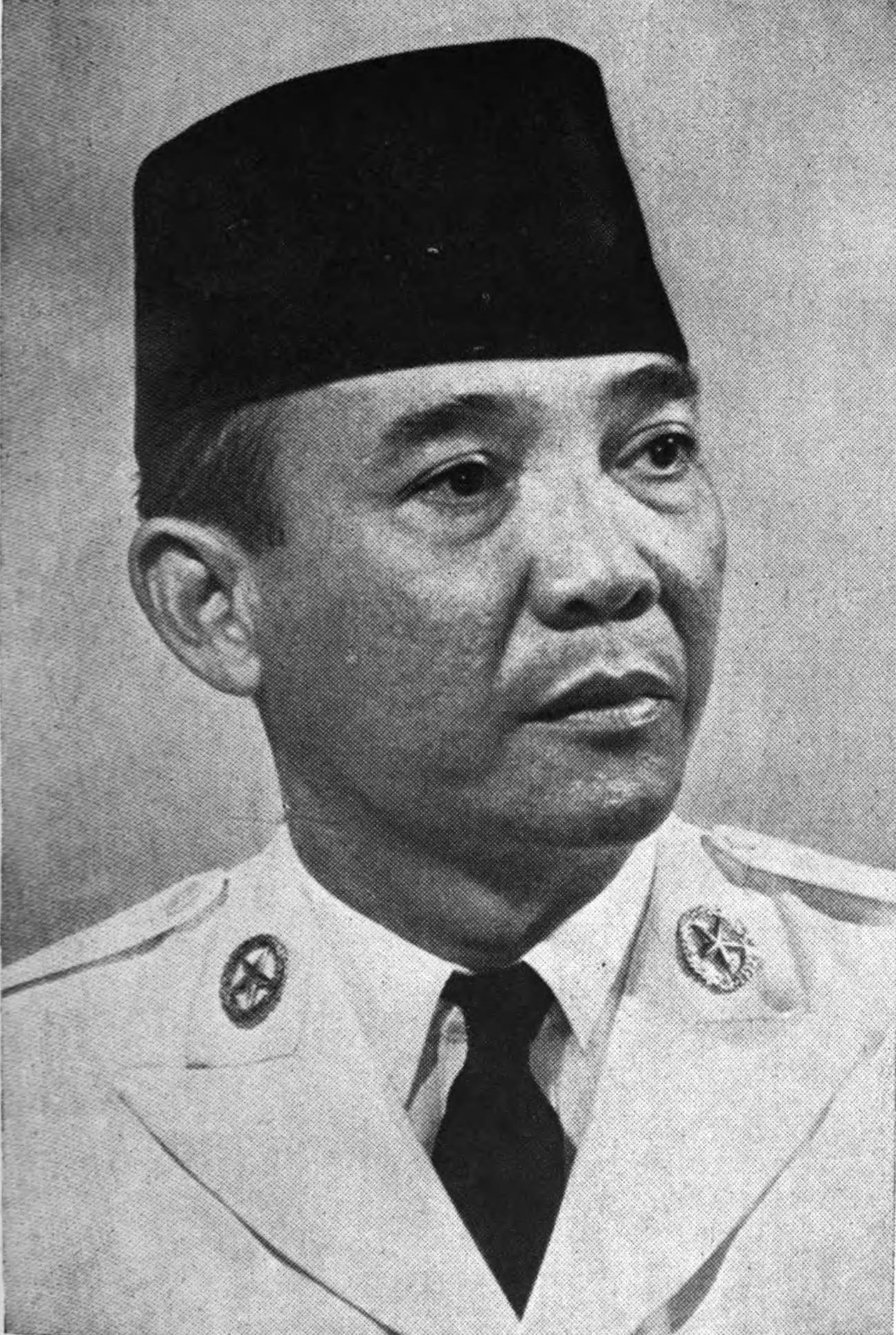
Soekarno, le premier président de l'Indonésie.

Durant la plus grande partie de la période coloniale, le contrôle néerlandais était réduit. C'est seulement au début du XXe siècle que la domination néerlandaise s'étendit dans les frontières actuelles de l'Indonésie. L'invasion du territoire puis son occupation par les Japonais lors de la Seconde Guerre mondiale, dont les pertes humaines sont estimées à quatre millions de morts, mit fin à cette domination et encouragea le mouvement pour l'indépendance de l'Indonésie autrefois étouffé,. Deux jours après la capitulation du Japon, le 17 août 1945, Soekarno et Mohammad Hatta proclament l'indépendance du pays et deviennent respectivement le premier président et le premier vice-président du pays. Les Pays-Bas tentent alors de rétablir leur pouvoir provoquant une lutte diplomatique, un conflit armé et une révolution sociale appelée Revolusi. Cette période s'achève le 27 décembre 1949 avec la création de la république des États-Unis d'Indonésie, les Pays-Bas reconnaissent l'indépendance partielle du pays. Le 17 août 1950, le gouvernement proclame le retour à l'État unitaire. La Nouvelle-Guinée occidentale ne sera incorporée à la nouvelle république d'Indonésie qu'en 1962 à la signature de l'accord de New York,.

### Période Soekarno
Les années 1950 sont marquées par de nombreuses rébellions séparatistes : Darul Islam pour la création d'un état islamique en Indonésie, la constitution de la république des Moluques du Sud, les mouvements de la Permesta à Sulawesi du Nord et du PRRI à Sumatra occidental. En 1955 se tiennent les premières élections parlementaires. En 1957, Soekarno dissout l'assemblée constituante issue des élections de 1955 et établit la « démocratie dirigée ». En 1955 se tient également la conférence de Bandung. L'Indonésie est un des plus fervents défenseurs du principe de non-alignement et d'indépendance du tiers monde. Soekarno est obligé de composer avec deux formations importantes dans les pays : les forces militaires et le parti communiste indonésien (PKI). Au cours des années 1960 Soekarno infléchit sa politique vers le communisme en instituant le principe du Nasakom.

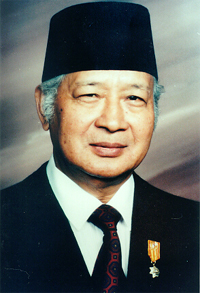
Soeharto prend le pouvoir en 1966 et le garde plus de 30 ans.

### Période Soeharto
Dans les années 1960, les tensions montent dans la population, et plus encore dans l'armée entre conservateurs et procommunistes. Le 1er octobre au matin, un officier de la garde présidentielle, le lieutenant-colonel Oentoeng, annonce qu'un complot fomenté par l'armée contre Soekarno a été déjoué. La nuit précédente, six des principaux généraux de l'armée de terre indonésienne ont été tués sur la base aérienne de Halim. Le général Soeharto, qui commande le corps du Kostrad (en), organise la répression contre ce que l'Armée de terre va s'empresser d'appeler GErakan September TigAPUluh, c'est-à-dire le « Mouvement du 30 septembre 1965 » (sur lequel est créé l'acronyme évocateur de Gestapu). Soeharto ordonne la dissolution du PKI, que l'armée accuse d'avoir organisé la tentative de coup d'État,,. La thèse du complot communiste a plus tard été démontée par des universitaires américains se basant entre autres sur des rapports de la CIA. Ils suggèrent au contraire que Soeharto était dans la confidence du coup d'État qu'il a lui-même réprimé.
Rapidement le parti communiste est interdit et les militants et sympathisants communistes massacrés de façon systématique. Le nombre de victimes des massacres qui s'ensuivent est estimé entre 500 000 et 3 millions de personnes,. Plus d’un million de personnes sont détenues sans procès pendant des années, pour beaucoup torturées. Leurs familles et leurs descendants sont privés de droits politiques comme d’accès à l’université et à l’administration.
Les historiens interrogent la responsabilité du gouvernement américain, qui a fourni à l'armée indonésienne des listes de militants communistes. Les services secrets britanniques, qui menaient depuis des années une campagne de propagande et de désinformation en Indonésie pour déstabiliser le gouvernement de Soekarno, ont également encouragé l'armée indonésienne à procéder à l’extermination des militants communistes.
En mars 1966, Soeharto force Soekarno, dont la force politique est affaiblie, à lui transférer le pouvoir. Celui-ci est nommé officiellement président en mars 1968 avec le soutien du gouvernement américain,,. « Les massacres de 1965 ont marqué la naissance du régime de l’"Ordre nouveau”, explique la chercheuse Saskia Wieringa. En détruisant le PKI, le général Soeharto a considérablement affaibli le pouvoir du président Sukarno, proche des idées communistes et cofondateur du Mouvement des pays non-alignés, avant de prendre le contrôle de l’État. »
Pendant les trente années suivantes, Soeharto exerce un pouvoir dictatorial. Les restes du PKI qui cherchent à se reconstituer en sont les premières victimes : en 1968-1969, dans la province de Purwodadi (Kabupaten de Grobogan, au centre de Java), deux cents villages « infectés » de communistes sont purgés par l'armée, sans doute au prix de 6 000 victimes environ. En décembre 1975, l'Indonésie envahit et annexe l'ancienne colonie portugaise du Timor oriental, soumettant la population locale à une terrible répression. Les massacres causent la mort d'environ 200 000 Timorais, soit le quart de la population du pays.

### Construction démocratique

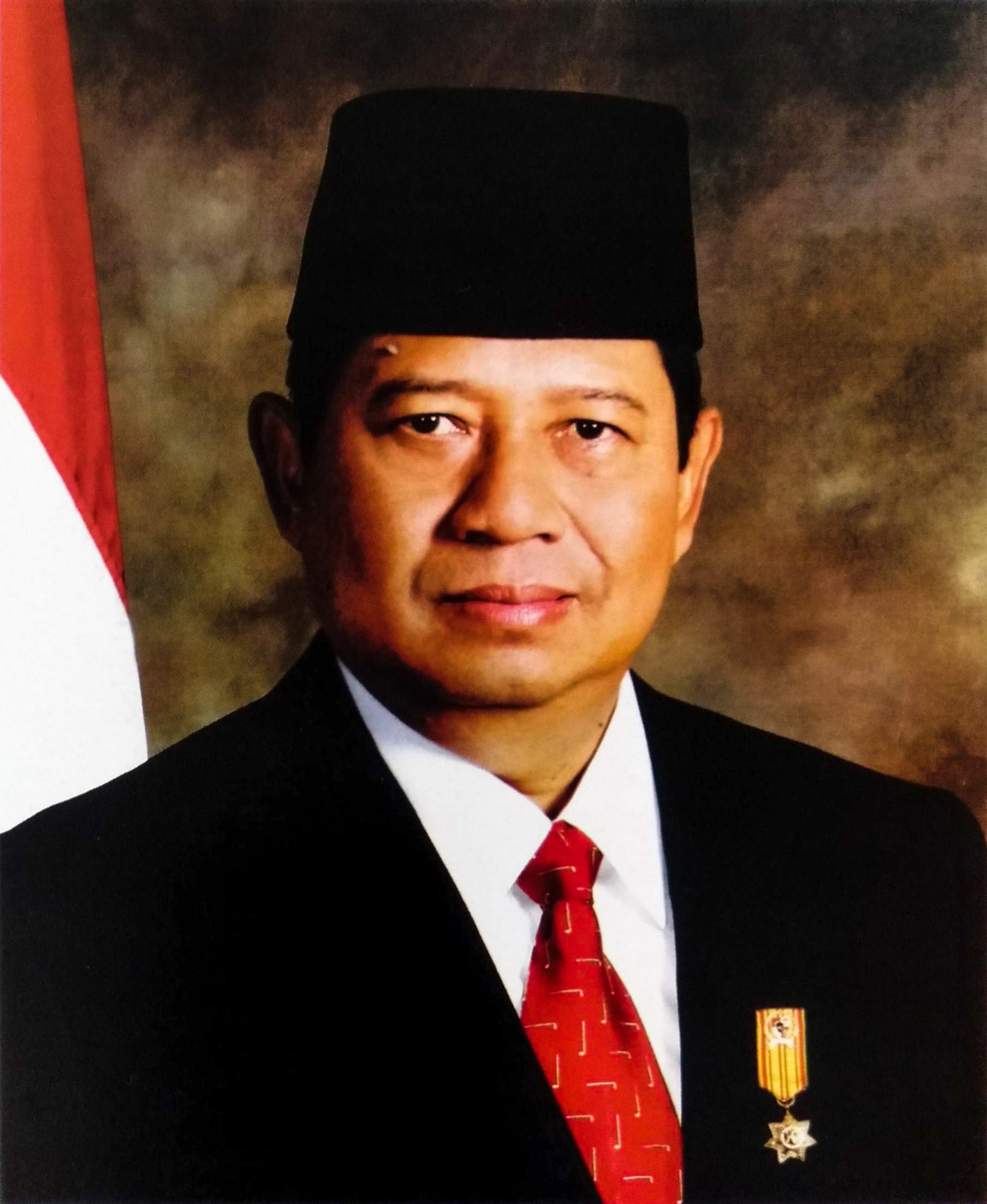
Susilo Bambang Yudhoyono.

En 1997 et 1998, l'Indonésie est le pays le plus touché par la crise économique asiatique. Comme les autres pays asiatiques, l'Indonésie fait face à un afflux massif de capitaux étrangers qui se retirent ensuite, déstabilisant la monnaie puis l'économie des pays.
La dévaluation de la roupie indonésienne, est alors suivie de celle du ringgit malais puis du peso philippin et des monnaies de Corée du Sud, Taïwan, Singapour et Hong Kong, avec la fin au système de change fixe ou quasi-fixe qui régnait depuis des décennies dans ces pays.
Le mécontentement populaire s'amplifie et mène aux émeutes de Jakarta de mai 1998,. Soeharto démissionne et son vice-président, Bacharuddin Jusuf Habibie, devient président.
En août 1999 se tient à Timor oriental un référendum proposant à la population du territoire une autonomie régionale dans le cadre d'un maintien dans la république d'Indonésie. Près de 80 % des votes refusent la proposition. Après 25 ans d'occupation militaire par l'Indonésie qui fut marquée par la condamnation par la communauté internationale de la répression brutale qui y sévissait,, les Timorais de l'Est expriment leur souhait d'un détachement de l'Indonésie. Cette même année se tiennent les premières élections démocratiques d'Indonésie depuis 1955. Celles-ci voient la victoire d'Abdurrahman Wahid, destitué en 2001. Sa vice-présidente, Megawati Sukarnoputri, la fille de Soekarno, prend alors la présidence.
Depuis 2000, l'Indonésie fait face à une vague d'attentats terroristes islamistes dont l'attentat de la Bourse de Jakarta en 2000 et celui de Bali en 2002. En 2004, grâce à un amendement de la constitution, se tient la première élection présidentielle au suffrage direct. Susilo Bambang Yudhoyono est élu président.
Le pays peine à se défaire de la corruption institutionnalisée qui prévalait sous le dictateur Soeharto et connaît encore de nombreuses affaires de corruption impliquant aussi bien les milieux d’affaires que les autorités.

## Géographie

### Géographie physique

#### Données synthétiques

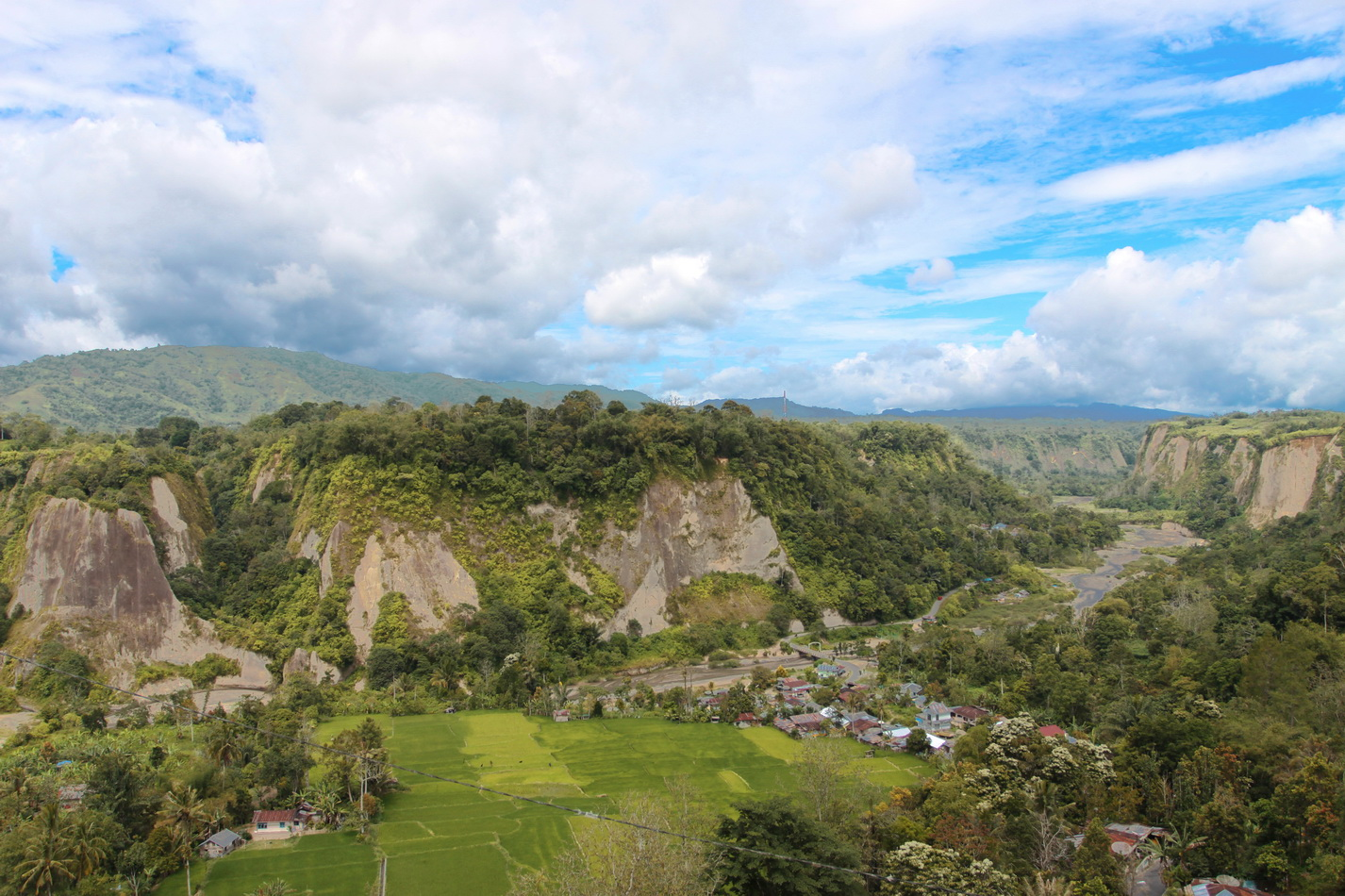
Le canyon de Sianok en Bukittinggi, Sumatra occidental.

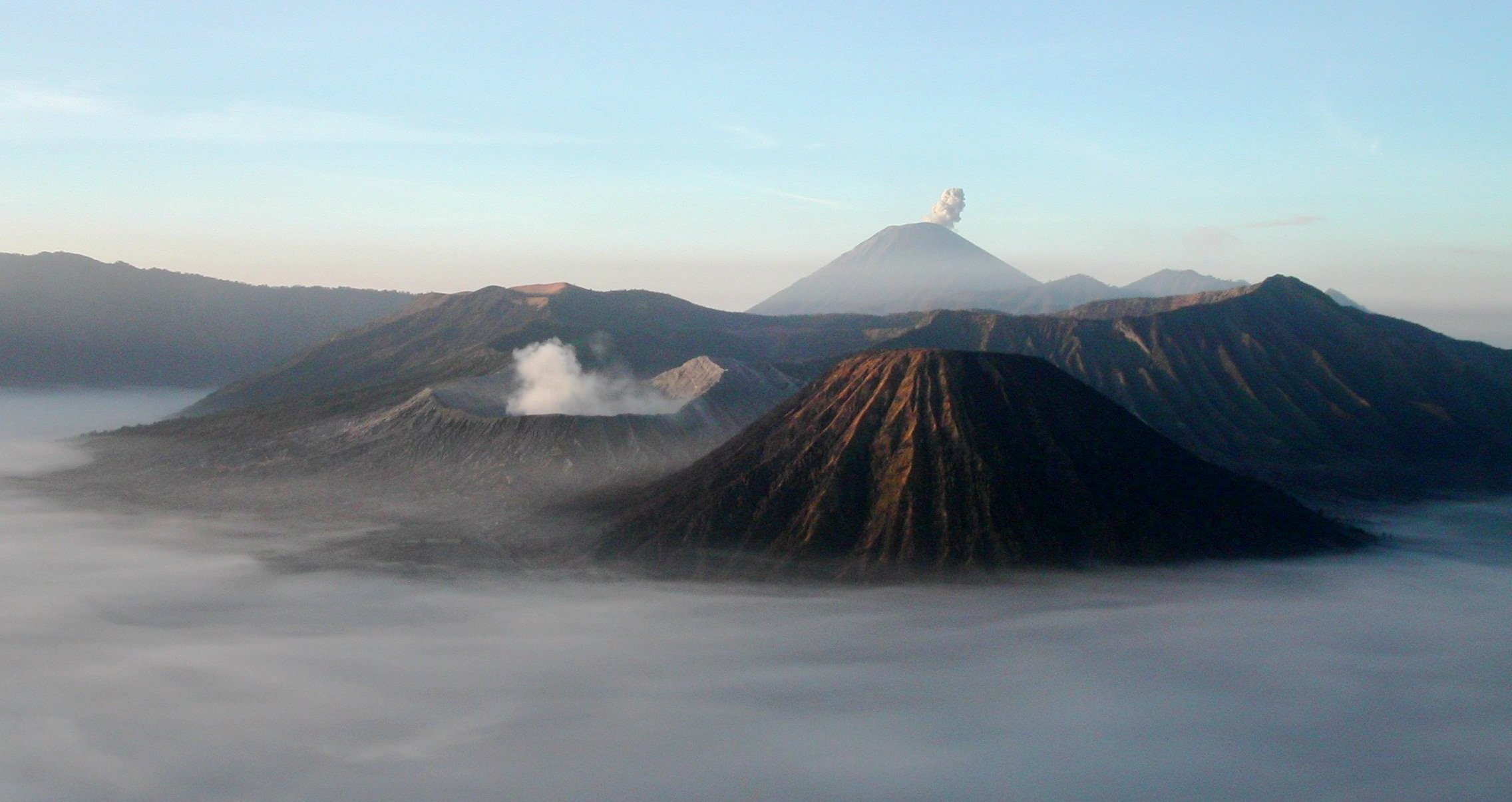
Les monts Semeru et Bromo à l'est de Java, témoins de l'activité volcanique de l'île.

Une carte des groupes ethniques en Indonésie.

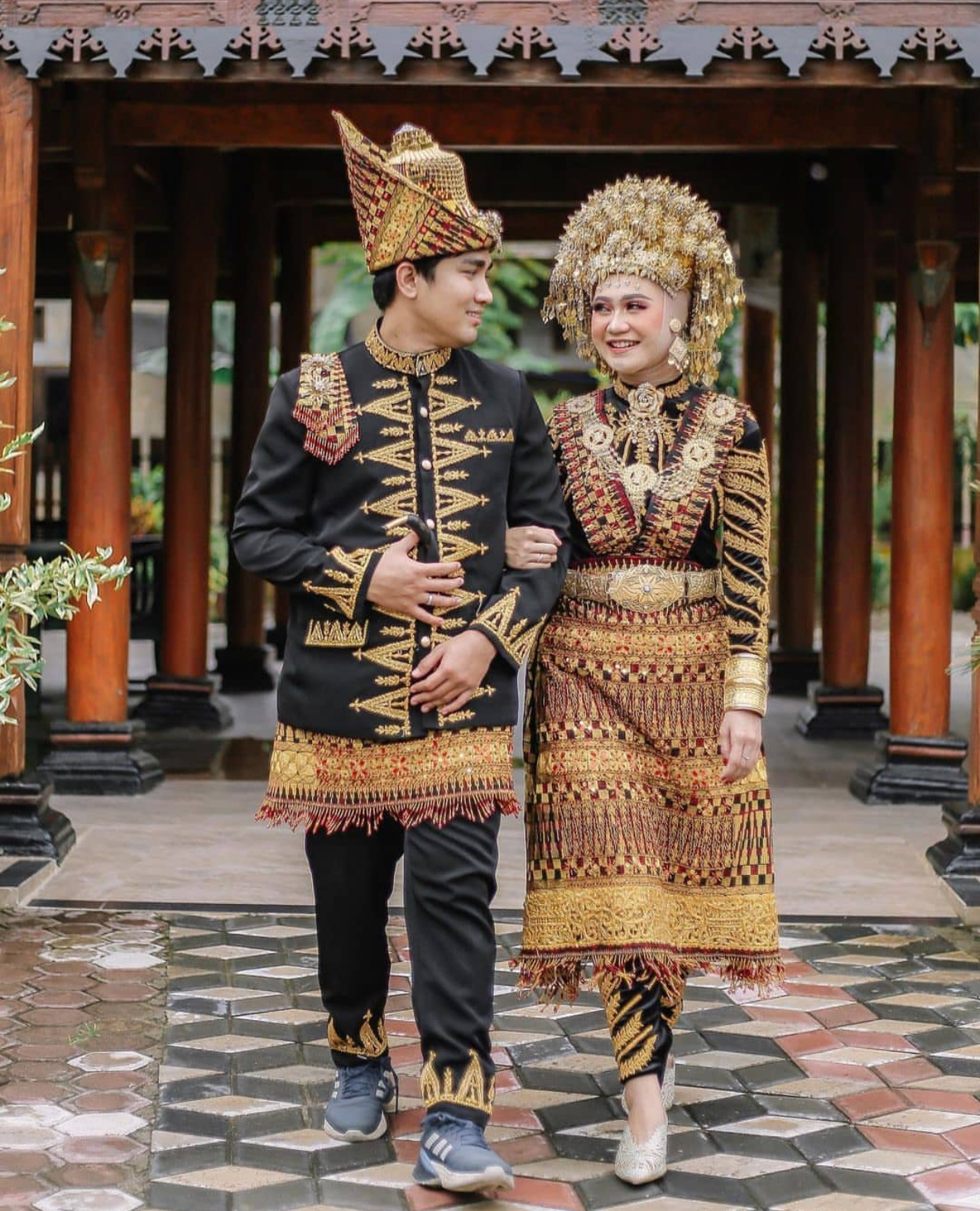
Acehnais
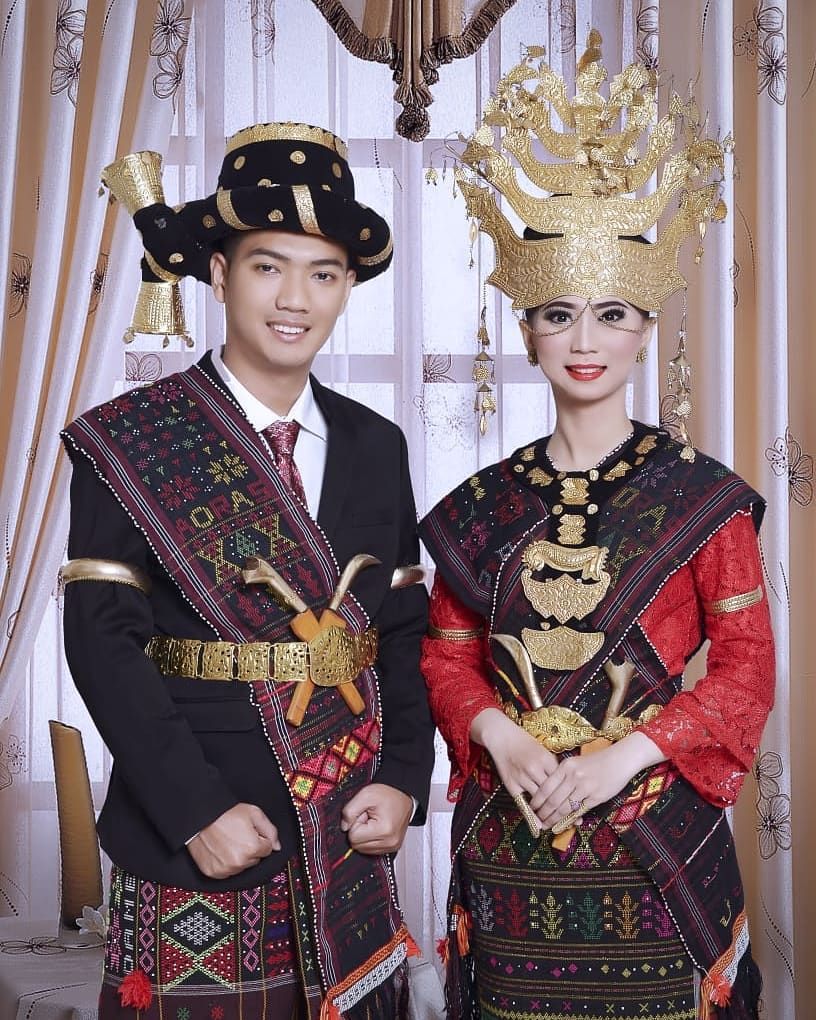
Batak
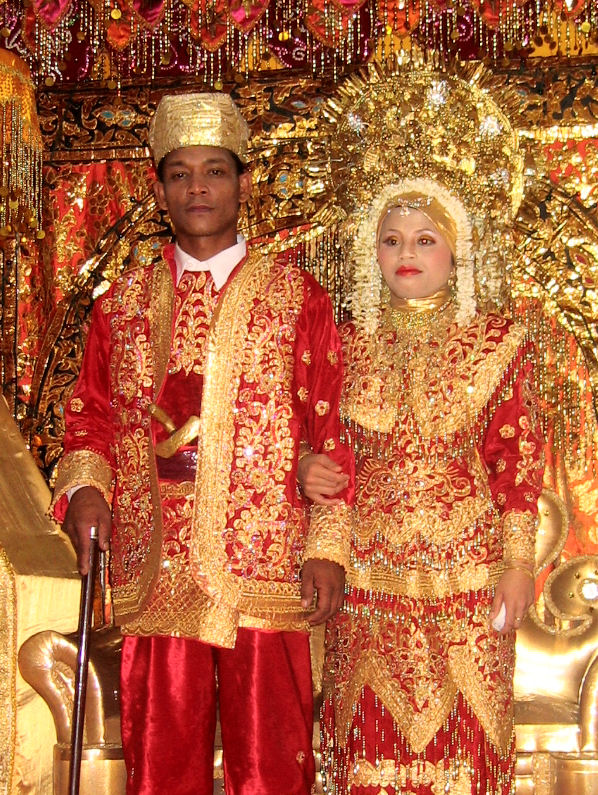
Minangkabaus
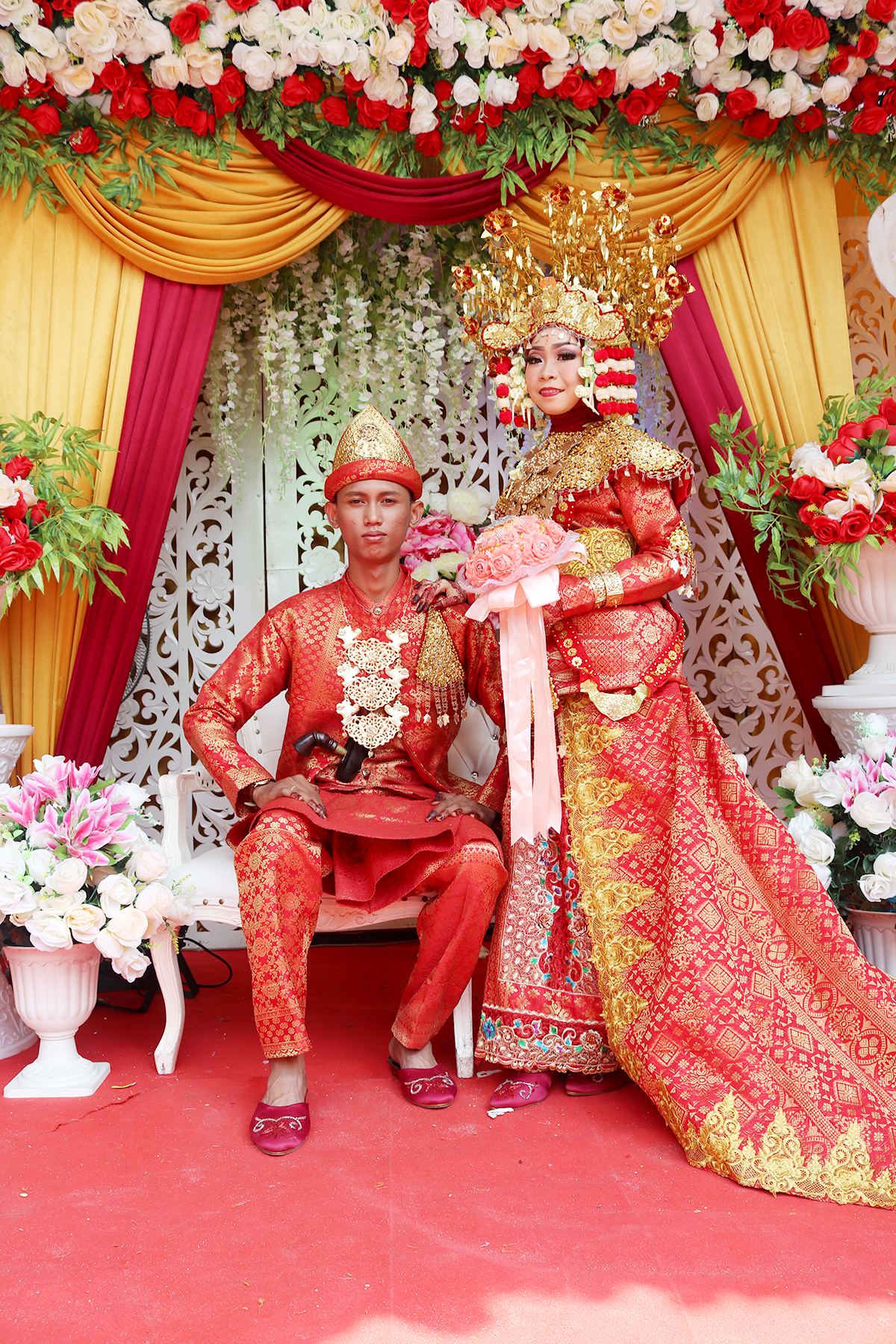
Palembang
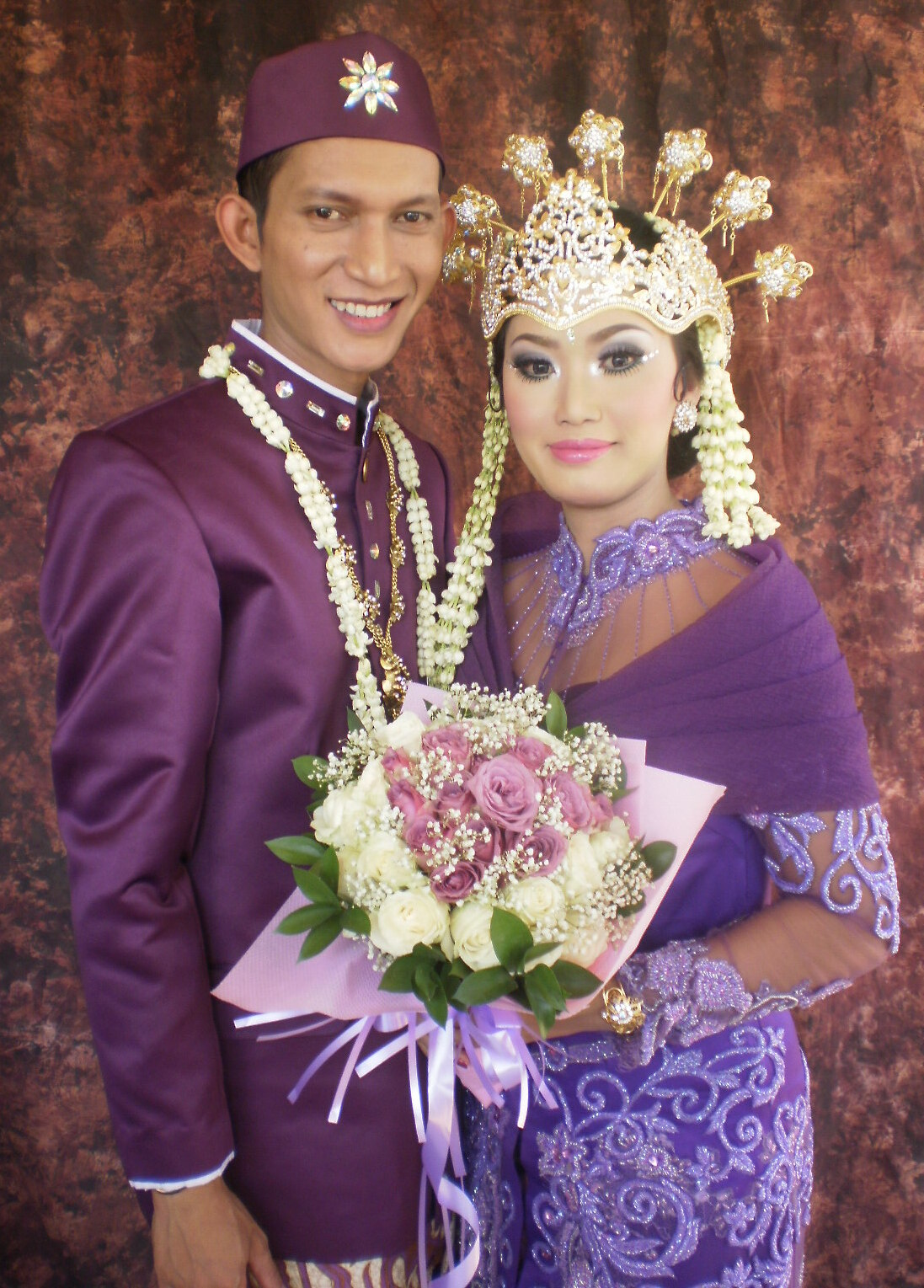
Soundanais
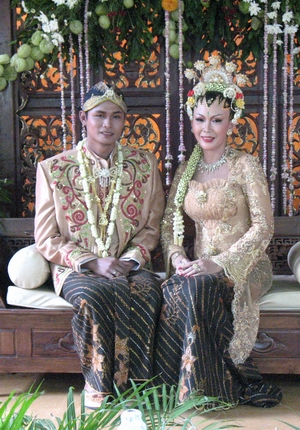
Javanais
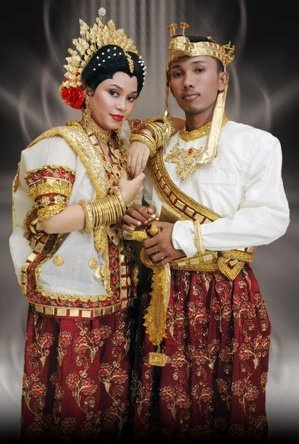
Bugis
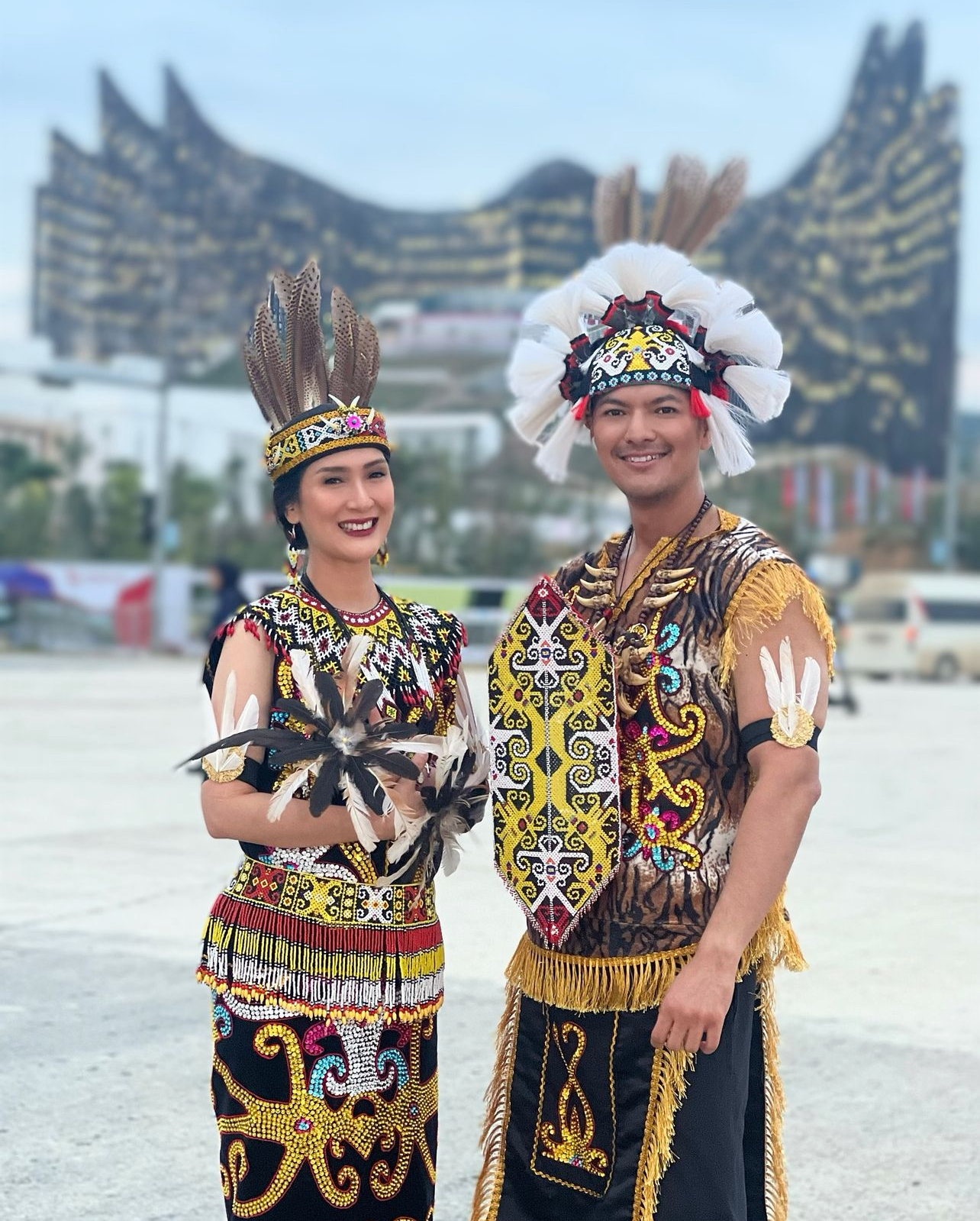
Dayak
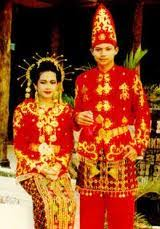
Tolaki
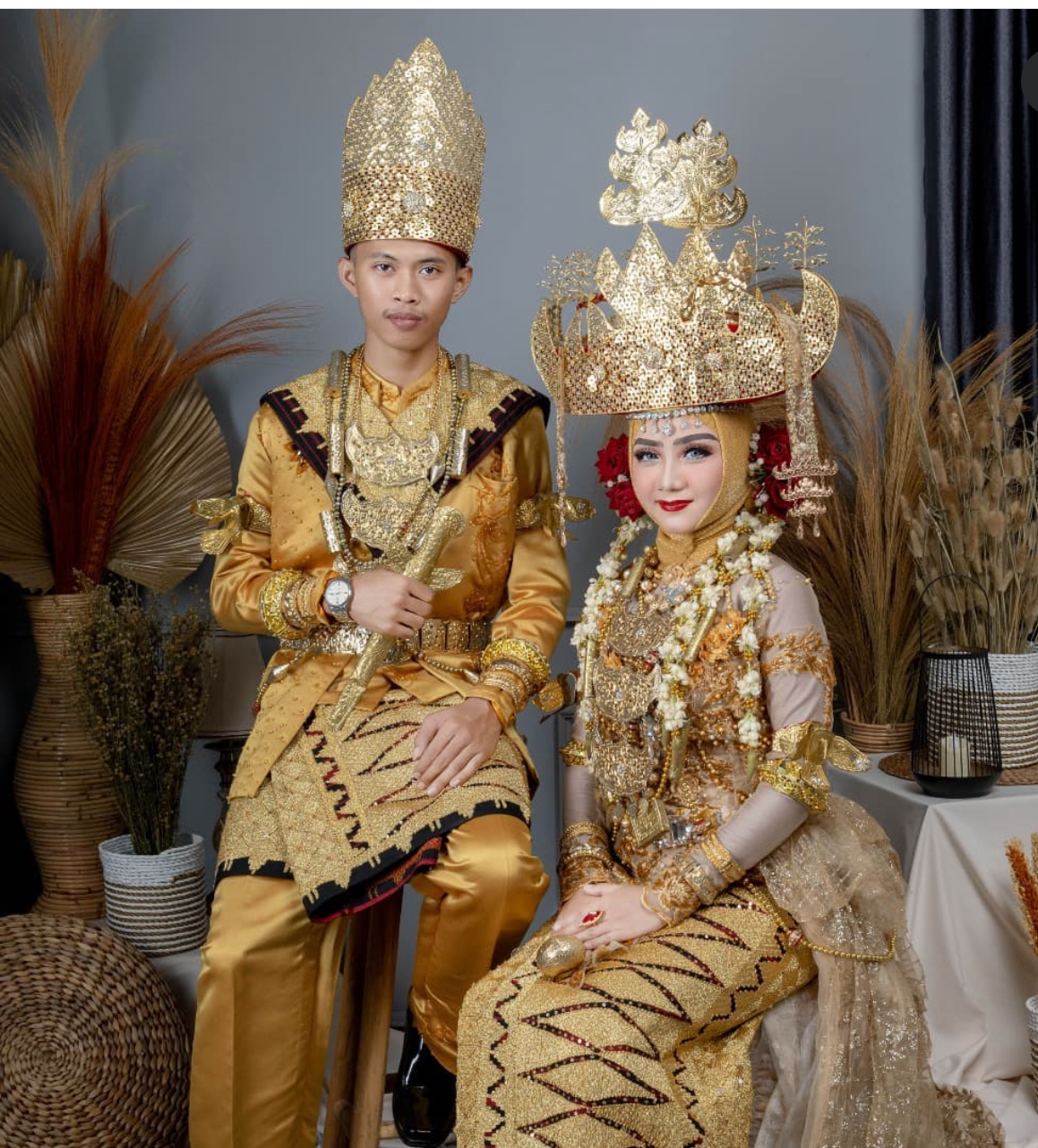
Lampung
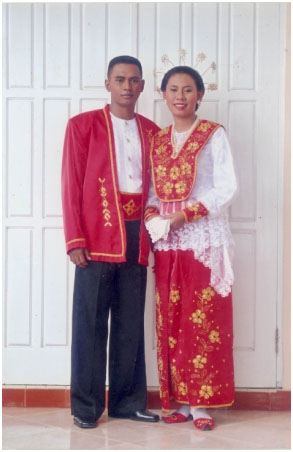
Amboinais
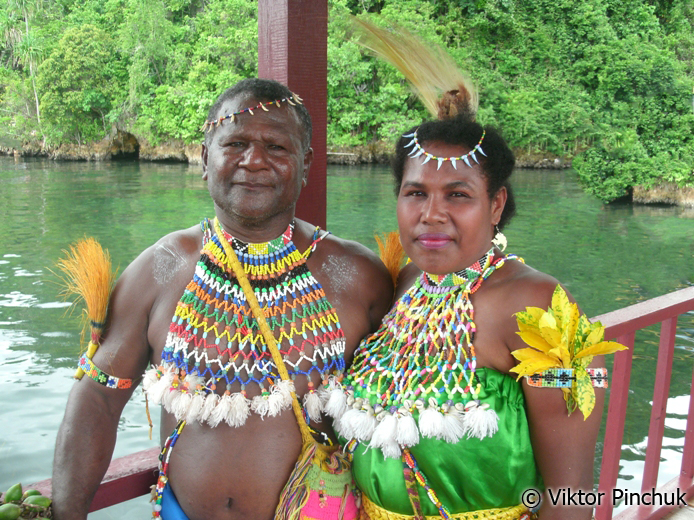
Papoue

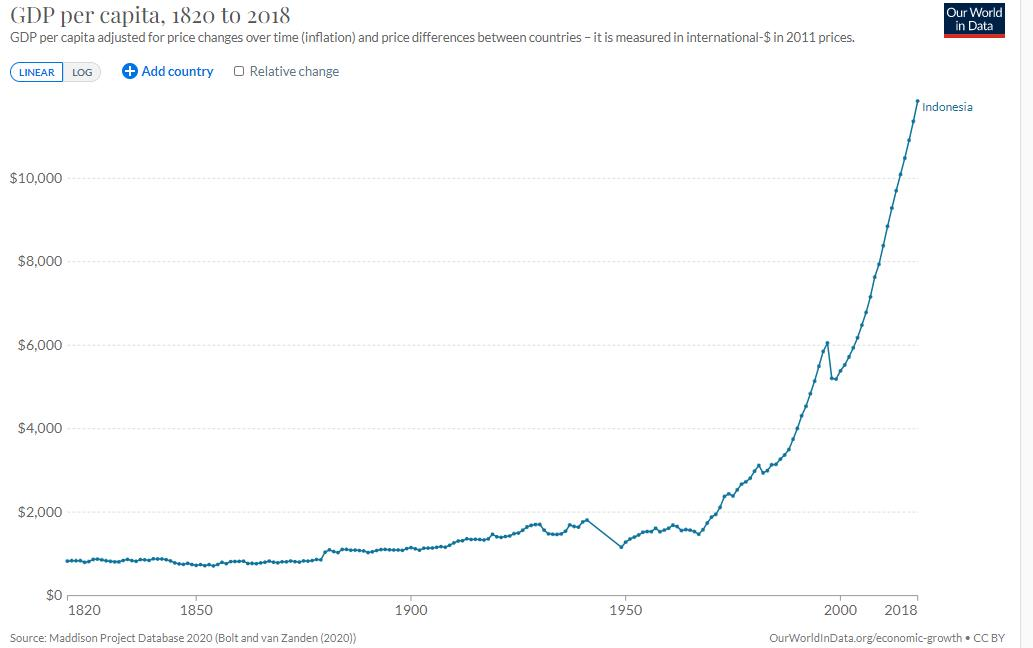
Évolution du PIB réel par habitant d'Indonésie.

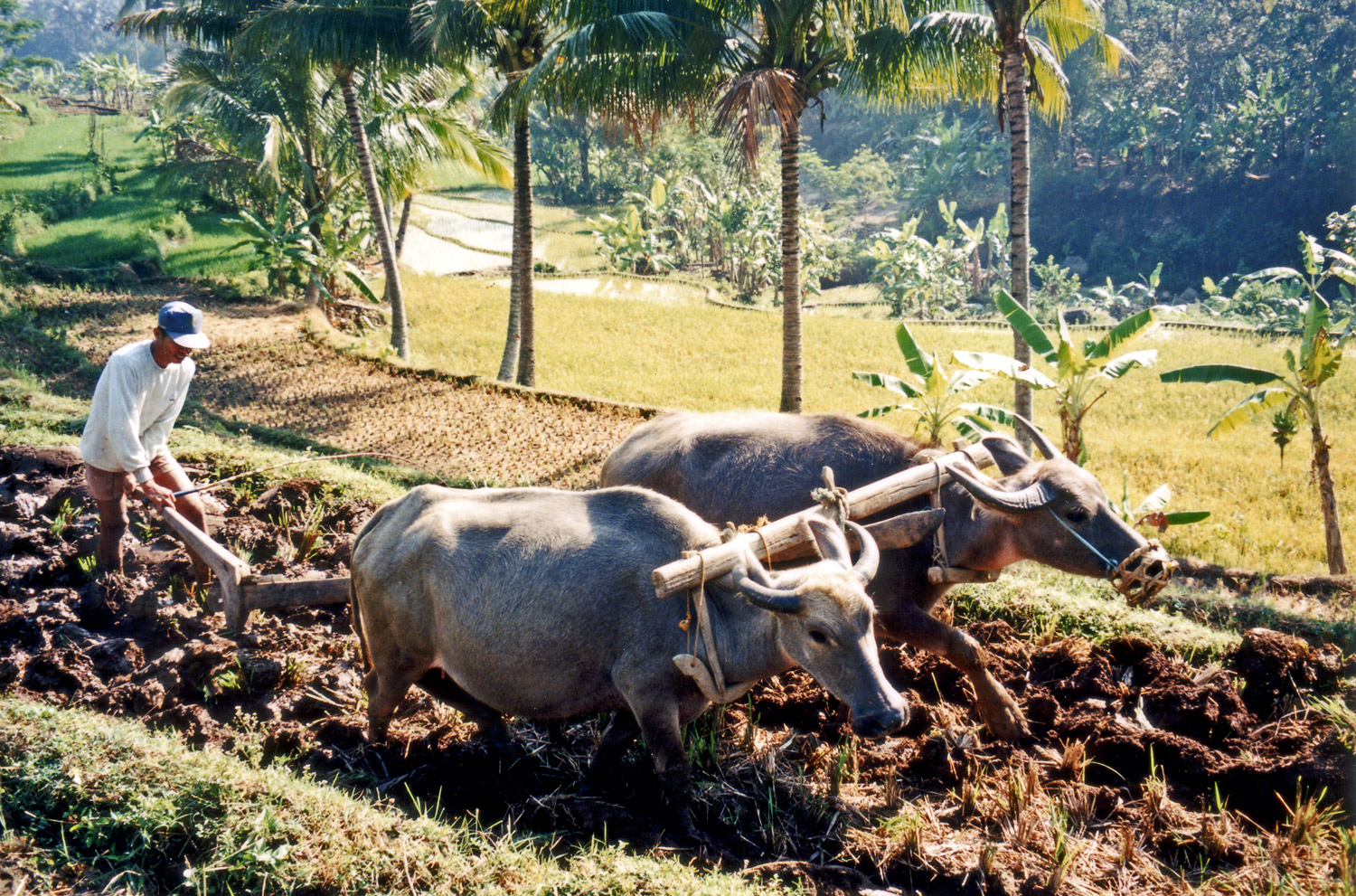
Un attelage de deux buffles d'eau labourant les rizières de Java. L'agriculture est le secteur ayant le plus d'employés depuis des siècles.

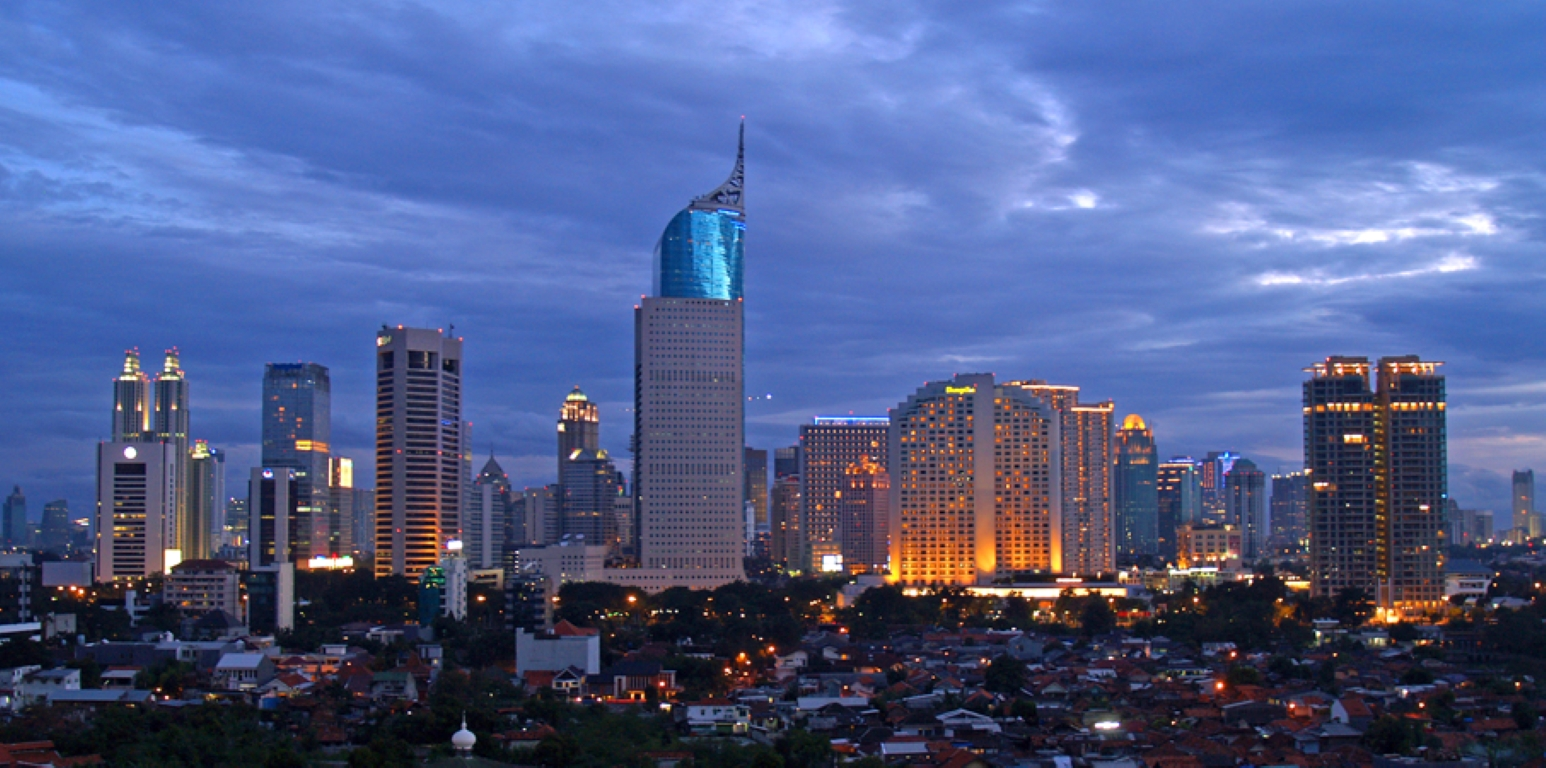
Jakarta, capitale et le centre économique de l'Indonésie.

Selon le CIA World Factbook, l'Indonésie est constituée d'approximativement 18 000 îles. D'après des estimations du gouvernement indonésien en 2008, 922 d'entre elles sont habitées. Elle s'étend des deux côtés de l'équateur. Les quatre plus grandes îles sont Célèbes, Sumatra, Kalimantan (partie indonésienne de Bornéo) et la Nouvelle-Guinée (partagée avec la Papouasie-Nouvelle-Guinée). L'Indonésie a des frontières terrestres communes avec la Malaisie sur les îles de Bornéo et Sebatik, la Papouasie-Nouvelle-Guinée en Nouvelle-Guinée et avec le Timor oriental sur l'île de Timor. L'Indonésie a des frontières maritimes avec Singapour, la Thaïlande, Palaos, la Malaisie, les Philippines et l'Australie au sud. Jakarta est la capitale du pays, située sur l'île de Java. C'est la plus grande ville du pays, suivie par Surabaya, Bandung, Medan et Semarang. Le gouvernement a annoncé en 2019 qu'il comptait installer la capitale dans une nouvelle ville (Nusantara) qui sera construite sur l'île de Bornéo. Les raisons invoquées sont la position plus centrale et le peu de risques naturels du nouvel emplacement, ainsi que la surpopulation et l'enfoncement dans les eaux de Jakarta.
Avec ses 1 919 440 kilomètres carrés, l'Indonésie est le 16e plus grand pays du monde en superficie. Sa densité de population est de 134 habitants par kilomètre carré, ce qui la place au 79e rang mondial, Java étant l'île la plus peuplée du monde avec une densité de population de 940 habitants par kilomètre carré. Avec 4 884 mètres d'altitude, le Puncak Jaya en Papouasie est le point culminant de l'Indonésie. Le lac Toba, à Sumatra, est le plus large lac volcanique avec une étendue de 1 145 kilomètres carrés. Les fleuves les plus longs du pays sont à Kalimantan, le Mahakam et le Barito, qui servent de moyen de communication et de transport entre les différentes installations sur les rives des fleuves. L'archipel est bordé à l'ouest par l'océan Indien et à l'est par l'océan Pacifique, et comprend en son sein des mers comme la mer de Java, la mer de Banda, la mer de Célèbes ou encore la mer des Moluques.
L'Indonésie est située à la convergence de la plaque pacifique, de la plaque eurasiatique et de la plaque australienne. Il en résulte une très forte activité volcanique et des tremblements de terre fréquents. Le pays compte au moins 150 volcans actifs, dont le Krakatoa et le Tambora, tous les deux célèbres pour leurs éruptions dévastatrices au XIXe siècle. L'éruption du supervolcan Toba il y a 70 000 ans a été l'une des plus grandes éruptions de la préhistoire humaine et une catastrophe planétaire. Le pays a également dû faire récemment face à des catastrophes naturelles importantes comme le tsunami de 2004 dont on estime les victimes à Sumatra à 167 736 personnes et le tremblement de terre de Yogyakarta de 2006. D'autre part, les cendres volcaniques ont beaucoup contribué à la fertilité des sols, ce qui permit à l'agriculture de se développer et de maintenir possible l'alimentation des îles densément peuplées comme Java et Bali.

#### Climat
Par sa situation, l'Indonésie présente soit un climat tropical, avec alternance de saison humide et de saison sèche, soit un climat équatorial, sans variation ni de température, ni de pluviométrie, humide toute l'année. Les précipitations annuelles moyennes varient, à basse altitude, entre 1 780 et 3 175 millimètres jusqu'à, dans les régions montagneuses, 6 100 millimètres. Les régions montagneuses sont situées en particulier sur la côte ouest de Sumatra, l'ouest de Java, Kalimantan, Sulawesi et la Papouasie, et sont très arrosées. Le taux d'humidité est souvent très haut, avoisinant 80 %. La température moyenne varie peu au fil de l'année ; la température moyenne quotidienne à Jakarta varie entre 26 et 30 °C.
L’Indonésie sera le pays le plus affecté par les inondations provoquées par le réchauffement climatique. La Banque asiatique de développement estime qu'avant l’an 2050, 42 millions de maisons indonésiennes seront envahies par les eaux et 2 000 îles seront submergées par la montée du niveau de l’océan. Ce processus est déjà en cours et force de nombreux Indonésiens à l’exil.

### Géographie administrative

Provinces d'Indonésie

L'Indonésie est divisée en une succession de quatre niveaux d'unités de gouvernement territoriales qui sont, en allant de la plus grande à la plus petite unité :
- 1er niveau : la provinsi (province) ;
- 2e niveau : le kabupaten (département) et la kota (ville) ;
- 3e niveau : le kecamatan (district) ;
- 4e niveau, selon la région ou la province : le kelurahan (commune), le desa (village), le gampong (village en Aceh), le nagari (village en pays minangkabau au Sumatra oriental), le kampung (village en Papouasie).

Espace très étendu et aux populations très variées, l'Indonésie est un État unitaire qui, en 1999, a accordé une certaine autonomie aux kabupaten (départements), qui sont par ailleurs des subdivisions des provinces. Ces dernières sont au nombre de 33 en 2007, 7 ayant été créées depuis 2000, généralement sur la base de spécificités culturelles et historiques. Les provinces d'Aceh, de Papouasie et de Papouasie occidentale ont reçu un statut d'autonomie spéciale qui leur donne une plus grande autonomie législative vis-à-vis du gouvernement central, par rapport aux autres provinces.
Jakarta étant fortement menacée par la montée du niveau de la mer sous l'effet du réchauffement climatique et par le pompage excessif des eaux souterraines, le gouvernement annonce en 2019 sa décision de transférer la capitale dans une autre ville, Nusantara.

#### Galerie

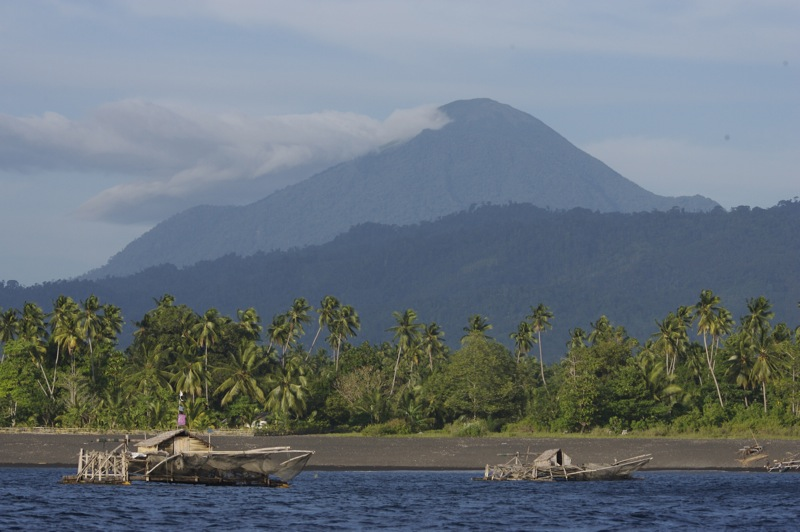
Sulawesi.
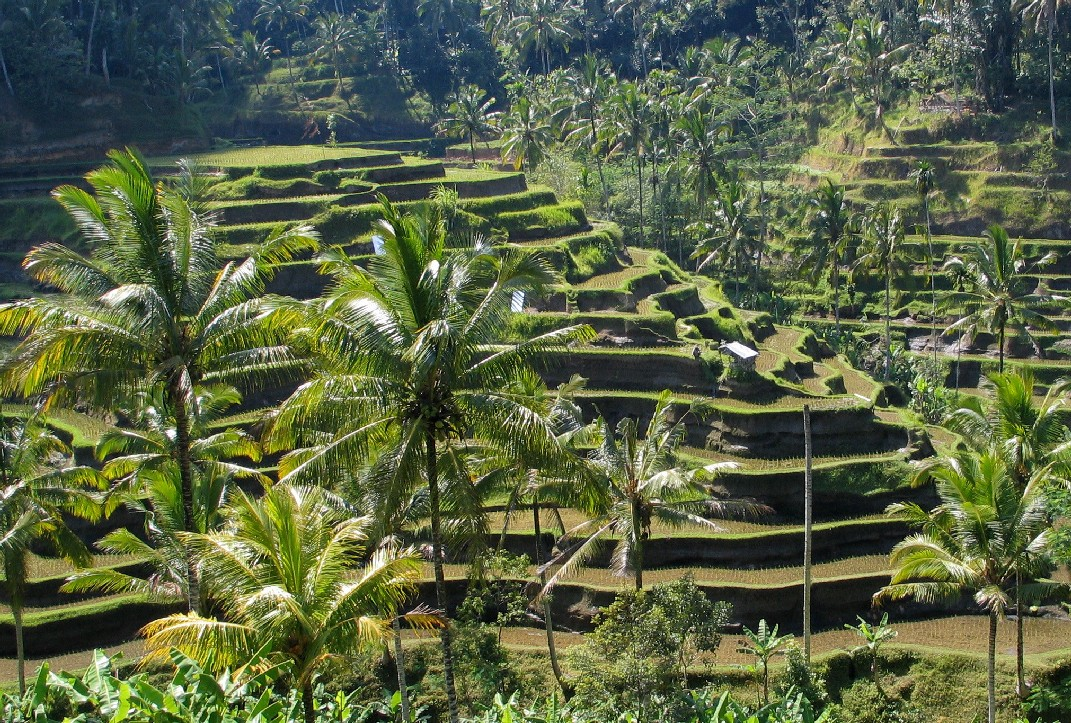
Bali.
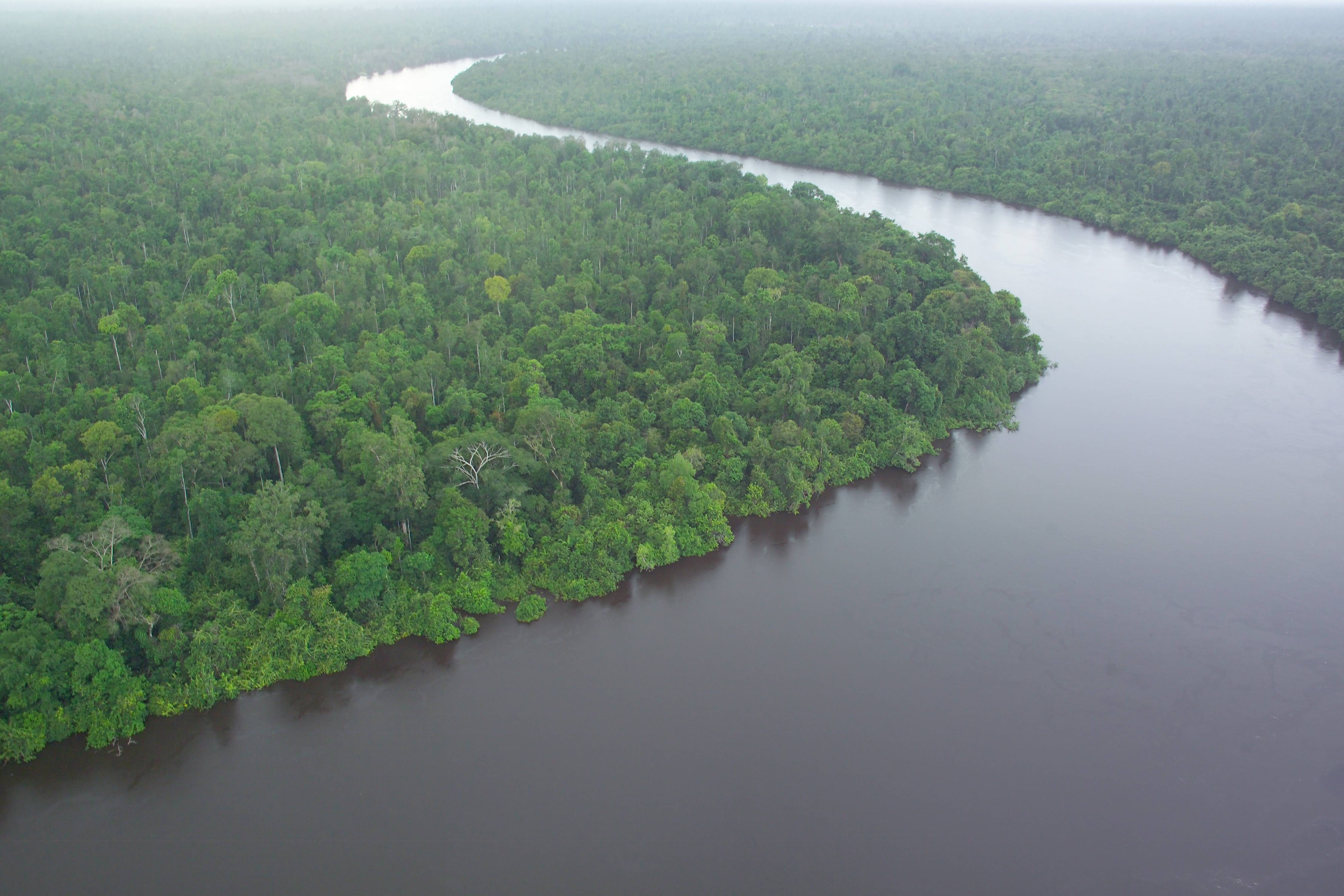
Kalimantan.

### Faune, flore et environnement

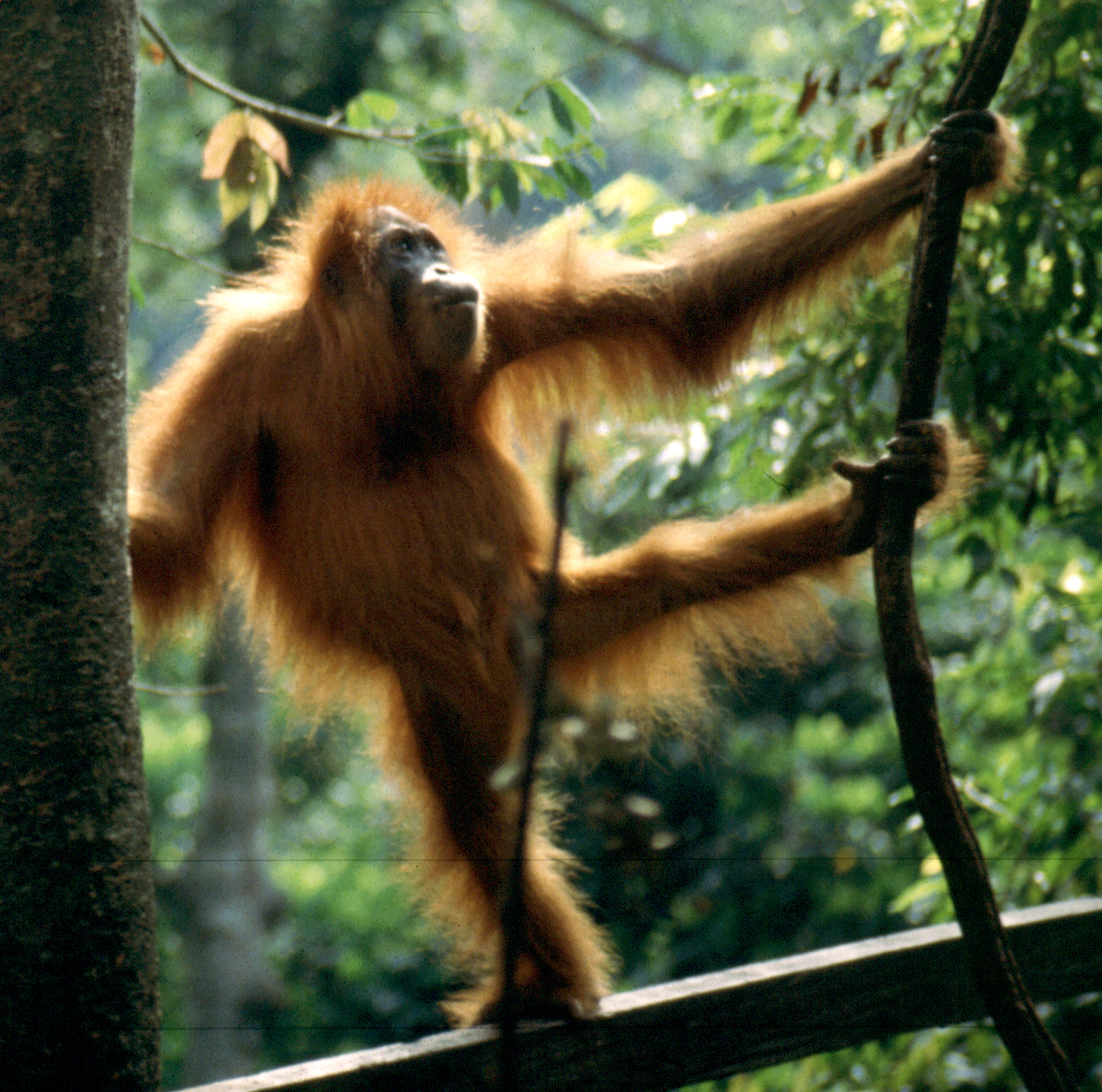
L'orang-outan de Sumatra est une espèce en danger endémique en Indonésie.

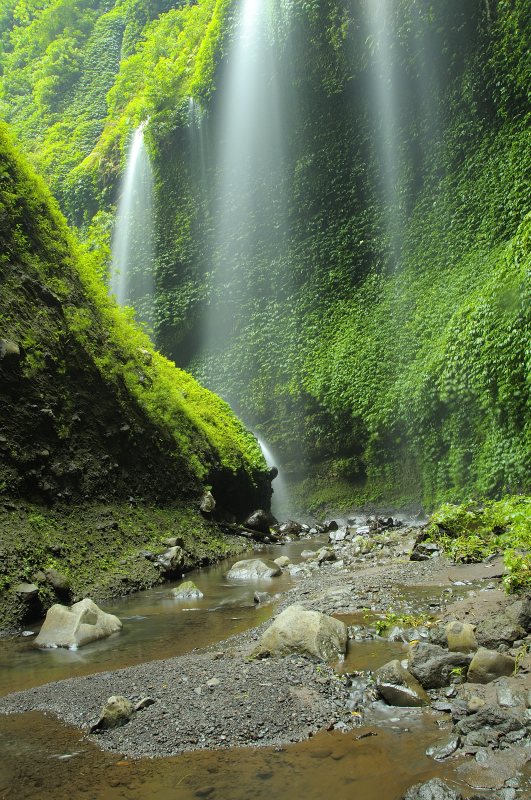
Le parc national de Bromo-Tengger-Semeru.

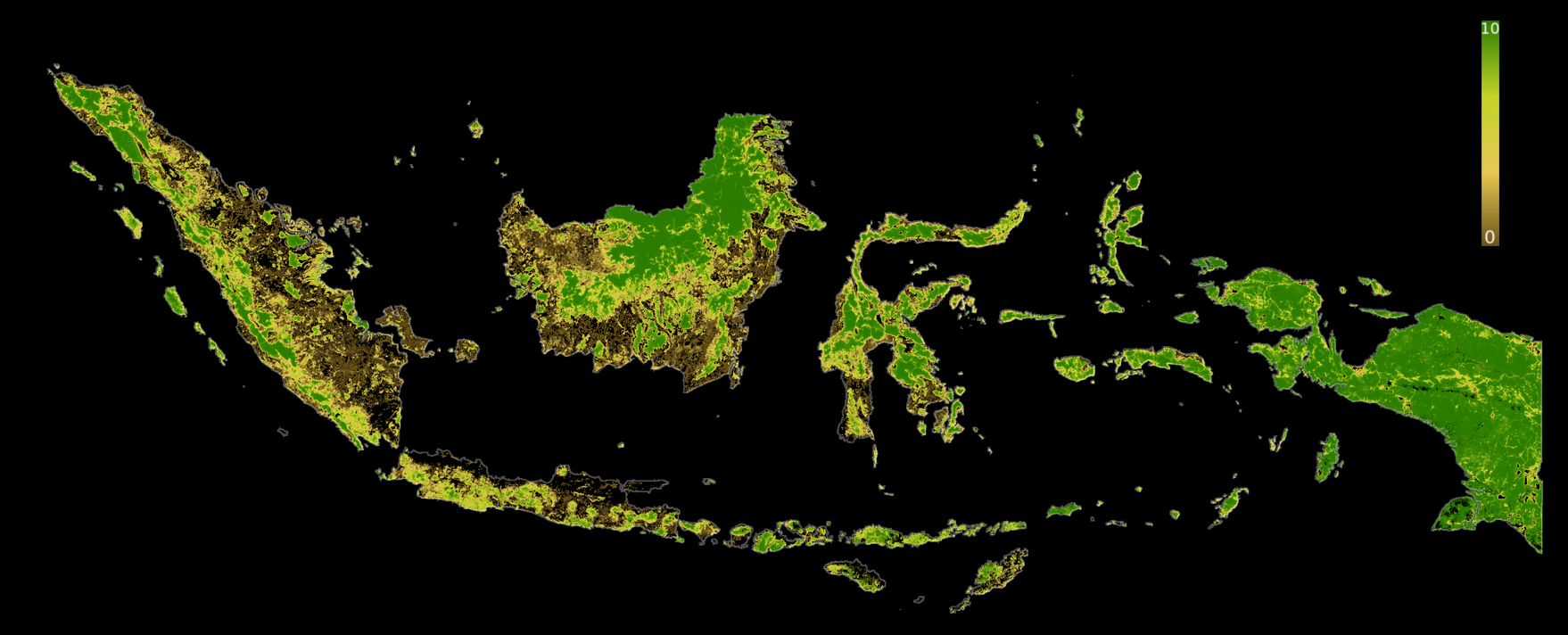
En 2019, L'Indonésie avait un score moyen de l'indice d'intégrité du paysage forestier de 6,6, le classant 71e sur 172 pays.

### Religions

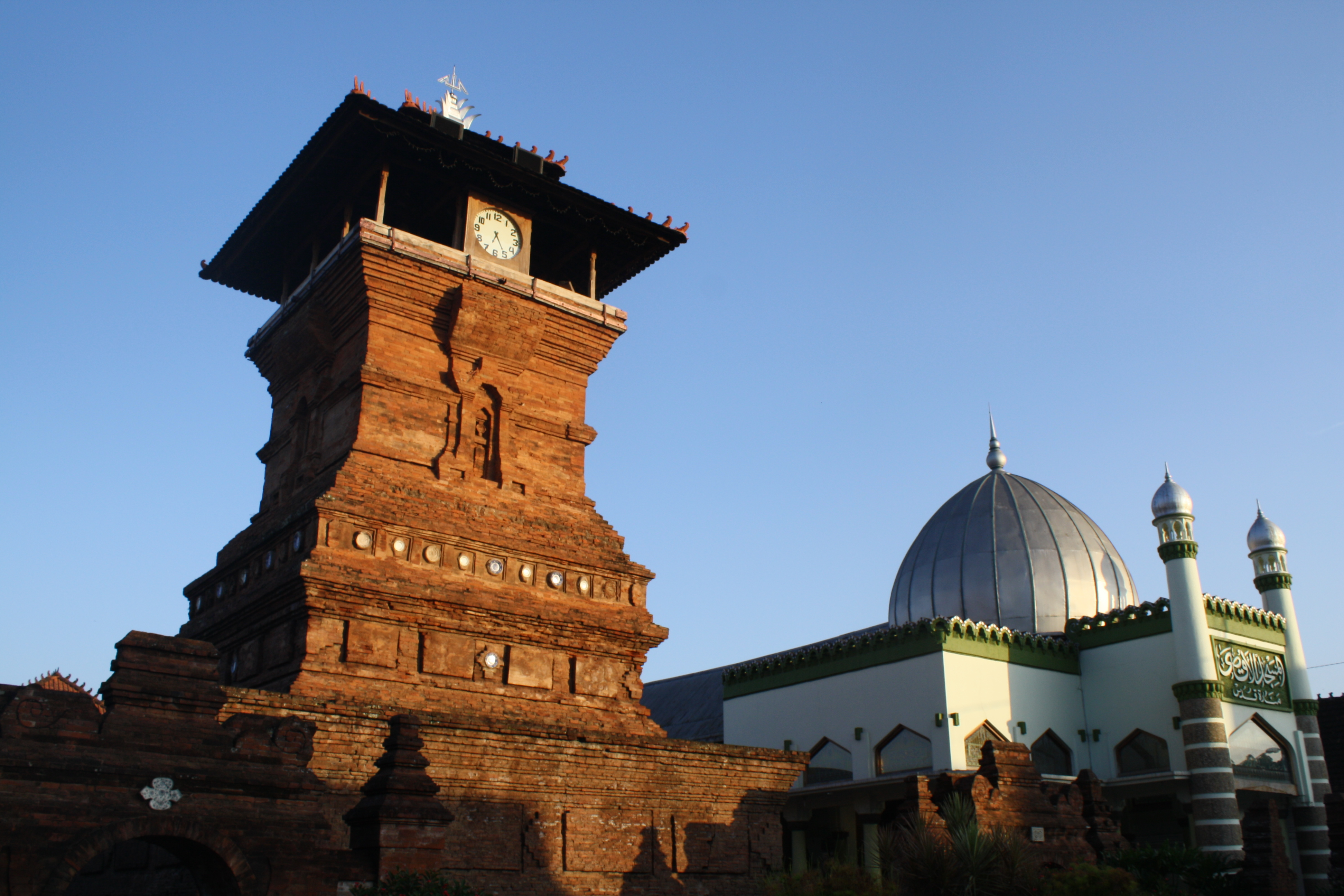
Mosquée Menara Kudus dans le centre de Java
L'église Blenduk de Semarang.
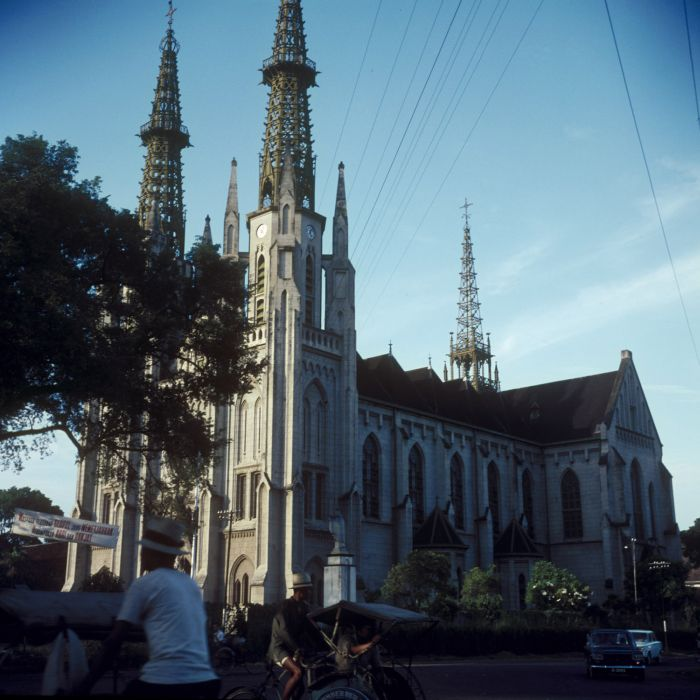
La cathédrale Sainte-Marie de l'Assomption de Jakarta.
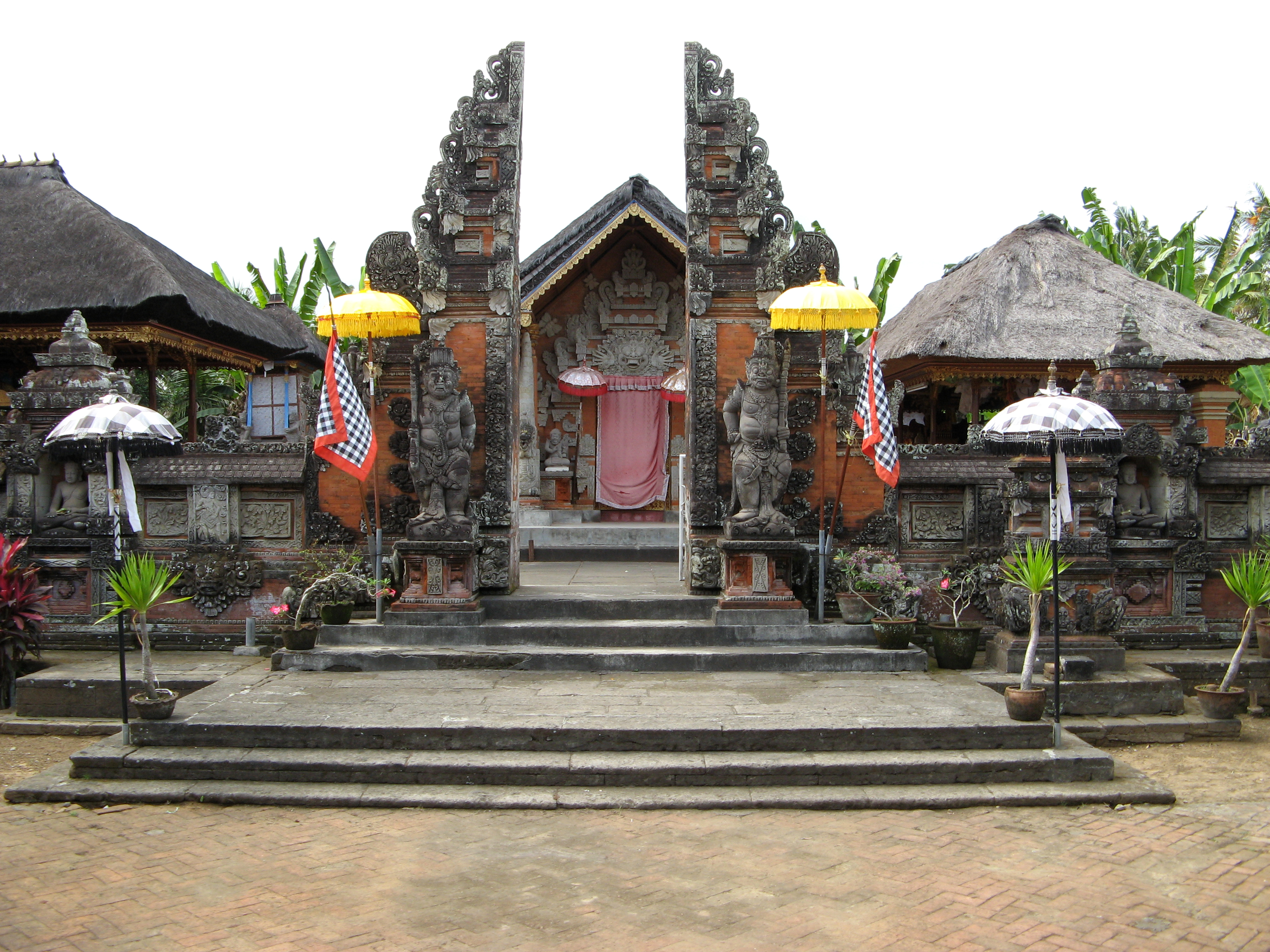
Temple hindouiste traditionnel au nord de Denpasar (Bali).
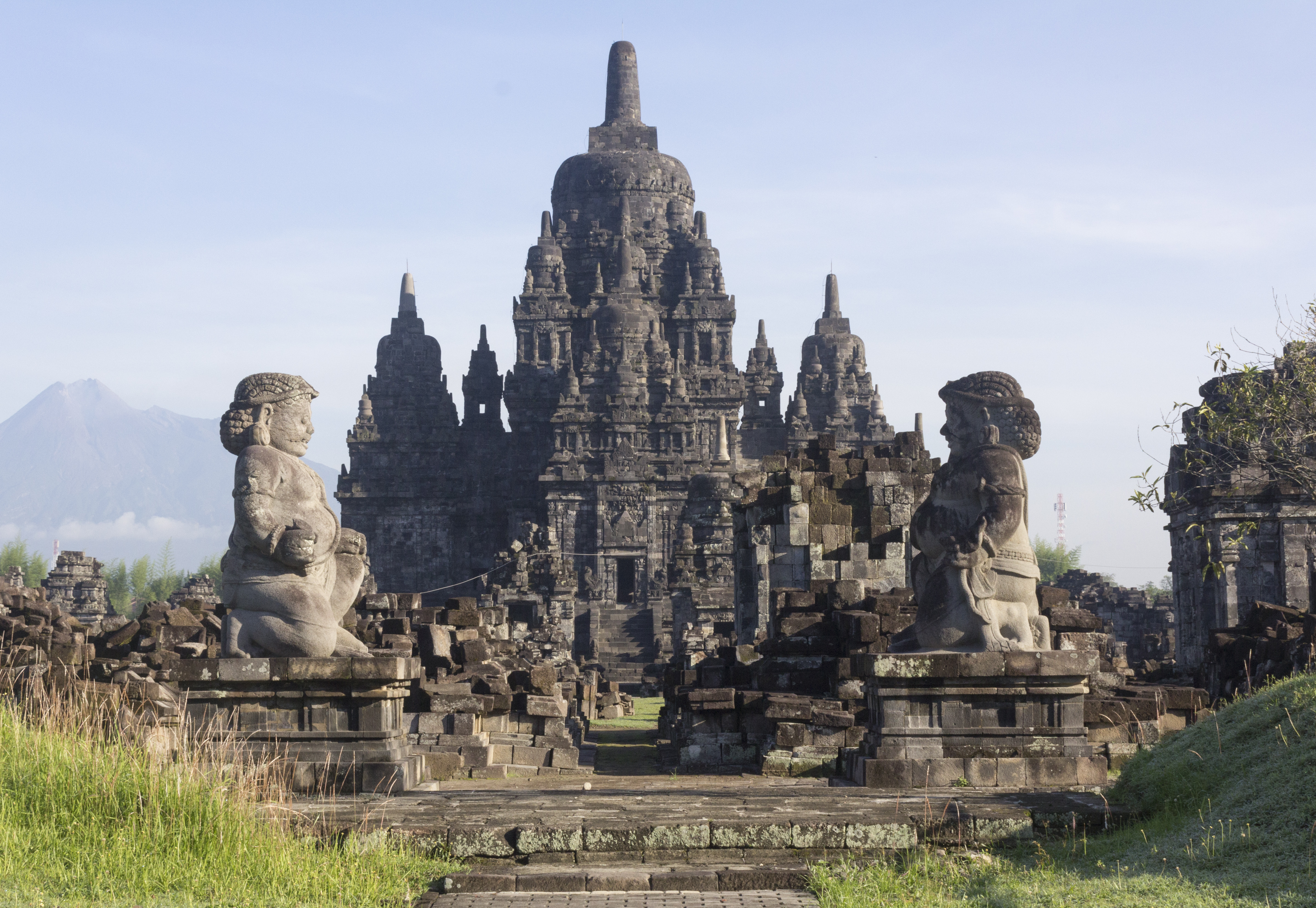
Candi Sewu temple bouddhiste de Java.

### Système éducatif

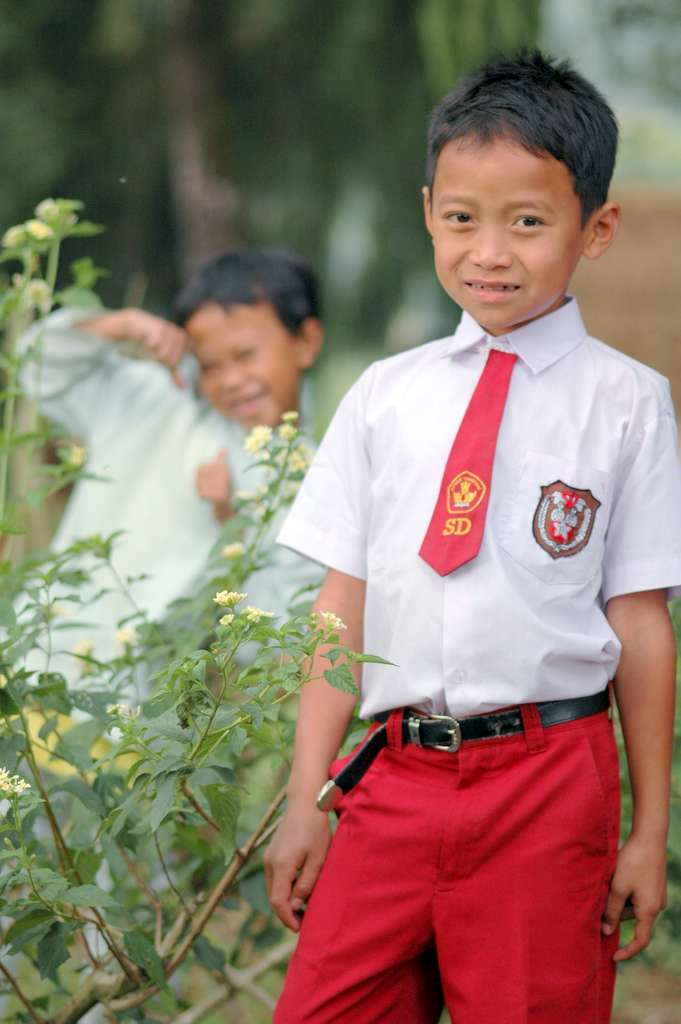
Écolier indonésien en uniforme.

#### Provinces
| Code BPS | Nom                                   | Nom indonésien                | Code ISO | Capitale       | Population (2023) | Superficie (km2) | Densité (hab./km2) | Île ou archipel          |
| -------- | ------------------------------------- | ----------------------------- | -------- | -------------- | ----------------- | ---------------- | ------------------ | ------------------------ |
| 11       | Aceh                                  | Aceh                          | ID-AC    | Banda Aceh     | +05 515 839,      | +057 956,        | +00097,            | Sumatra                  |
| 12       | Sumatra du Nord                       | Sumatera Utara                | ID-SU    | Medan          | +15 471 582,      | +072 981,        | +00214,            | Sumatra                  |
| 13       | Sumatra occidental                    | Sumatera Barat                | ID-SB    | Padang         | +05 750 326,      | +042 012,        | +00137,            | Sumatra                  |
| 14       | Riau                                  | Riau                          | ID-RI    | Pekanbaru      | +06 861 237,      | +087 024,        | +00076,            | Sumatra                  |
| 15       | Jambi                                 | Jambi                         | ID-JA    | Jambi          | +03 760 275,      | +050 058,        | +00077,            | Sumatra                  |
| 16       | Sumatra du Sud                        | Sumatera Selatan              | ID-SS    | Palembang      | +08 889 913,      | +091 592,        | +00102,            | Sumatra                  |
| 17       | Bengkulu                              | Bengkulu                      | ID-BE    | Bengkulu       | +02 098 089,      | +019 919,        | +00104,            | Sumatra                  |
| 18       | Lampung                               | Lampung                       | ID-LA    | Bandar Lampung | +09 051 459,      | +034 623,        | +00270,            | Sumatra                  |
| 19       | îles Bangka Belitung                  | Kepulauan Bangka Belitung     | ID-BB    | Pangkal Pinang | +01 521 723,      | +016 424,        | +00091,            | Sumatra                  |
| 21       | Îles Riau                             | Kepulauan Riau                | ID-KR    | Tanjungpinang  | +02 178 610,      | +008 202,        | +00263,            | Sumatra                  |
| 31       | Jakarta                               | Daerah Khusus Ibukota Jakarta | ID-JK    | Jakarta        | +11 337 563,      | +000664,         | +17 153,           | Java                     |
| 32       | Java occidental                       | Jawa Barat                    | ID-JB    | Bandung        | +49 899 992,      | +035 378,        | +01 347,           | Java                     |
| 33       | Java central                          | Jawa Tengah                   | ID-JT    | Semarang       | +38 125 191,      | +032 801,        | +01 110,           | Java                     |
| 34       | Yogyakarta                            | Daerah Istimewa Yogyakarta    | ID-YO    | Yogyakarta     | +03 722 296,      | +003 133,        | +01 174,           | Java                     |
| 35       | Java oriental                         | Jawa Timur                    | ID-JI    | Surabaya       | +41 644 099,      | +047 800,        | +00867,            | Java                     |
| 36       | Banten                                | Banten                        | ID-BT    | Serang         | +12 469 997,      | +009 663,        | +01 333,           | Java                     |
| 51       | Bali                                  | Bali                          | ID-BA    | Denpasar       | +04 344 554,      | +005 780,        | +00777,            | Petites îles de la Sonde |
| 52       | Petites îles de la Sonde occidentales | Nusa Tenggara Barat           | ID-NB    | Mataram        | +05 619 450,      | +018 572,        | +00286,            | Petites îles de la Sonde |
| 53       | Petites îles de la Sonde orientales   | Nusa Tenggara Timur           | ID-NT    | Kupang         | +05 609 049,      | +048 718,        | +00121,            | Petites îles de la Sonde |
| 61       | Kalimantan occidental                 | Kalimantan Barat              | ID-KB    | Pontianak      | +05 557 277,      | +147 307,        | +00038,            | Bornéo                   |
| 62       | Kalimantan central                    | Kalimantan Tengah             | ID-KT    | Palangka Raya  | +02 753 049,      | +153 564,        | +00018,            | Bornéo                   |
| 63       | Kalimantan du Sud                     | Kalimantan Selatan            | ID-KS    | Banjarmasin    | +04 234 214,      | +038 744,        | +00114,            | Bornéo                   |
| 64       | Kalimantan oriental                   | Kalimantan Timur              | ID-KI    | Samarinda      | +04 007 736,      | +129 066,        | +00032,            | Bornéo                   |
| 65       | Kalimantan du Nord                    | Kalimantan Utara              | ID-KU    | Tanjung Selor  | +00747 415,       | +075 468,        | +00011,            | Bornéo                   |
| 71       | Sulawesi du Nord                      | Sulawesi Utara                | ID-SA    | Manado         | +02 660 415,      | +013 852,        | +00183,            | Célèbes                  |
| 72       | Sulawesi central                      | Sulawesi Tengah               | ID-ST    | Palu           | +03 154 499,      | +061 841,        | +00051,            | Célèbes                  |
| 73       | Sulawesi du Sud                       | Sulawesi Selatan              | ID-SN    | Makassar       | +09 400 283,      | +046 717,        | +00207,            | Célèbes                  |
| 74       | Sulawesi du Sud-Est                   | Sulawesi Tenggara             | ID-SG    | Kendari        | +02 753 707,      | +038 068,        | +00076,            | Célèbes                  |
| 75       | Gorontalo                             | Gorontalo                     | ID-GO    | Gorontalo      | +01 237 185,      | +011 257,        | +00103,            | Célèbes                  |
| 76       | Sulawesi occidental                   | Sulawesi Barat                | ID-SR    | Mamuju         | +01 451 657,      | +016 787,        | +00087,            | Célèbes                  |
| 81       | Moluques                              | Maluku                        | ID-MA    | Ambon          | +01 911 943,      | +046 914,        | +00041,            | Moluques                 |
| 82       | Moluques du Nord                      | Maluku Utara                  | ID-MU    | Sofifi         | +01 365 091,      | +031 982,        | +00041,            | Moluques                 |
| 91       | Papouasie                             | Papua                         | ID-PA    | Jayapura       | +01 085 281,      | +081 049,        | +00013,            | Nouvelle-Guinée          |
| 92       | Papouasie occidentale                 | Papua Barat                   | ID-PB    | Manokwari      | +00565 805,       | +099 672,        | +0 0009,           | Nouvelle-Guinée          |
| 93       | Papouasie méridionale                 | Papua Selatan                 | ID-PS    | Merauke        | +00533 910,       | +131 493,        | +0 0005,           | Nouvelle-Guinée          |
| 94       | Papouasie centrale                    | Papua Tengah                  | ID-PT    | Nabire         | +01 357 071,      | +066 129,        | +00022,            | Nouvelle-Guinée          |
| 95       | Papouasie des hautes terres           | Papua Pegunungan              | ID-PE    | Wamena         | +01 464 466,      | +108 476,        | +00029,            | Nouvelle-Guinée          |
| 96       | Papouasie du Sud-Ouest                | Papua Barat Baya              | ID-PD    | Sorong         | +00613 180,       | +039 167,        | +00016,            | Nouvelle-Guinée          |
| 00       | Indonésie                             | Indonesia                     | ID       | Jakarta        | +280 398 727,     | 1 913 579        | +00147,            |                          |